# Liste der Biografien/See
Liste der Biografien |
Portal Biografien |
Personensuche
# |
A |
B |
C |
D |
E |
F |
G |
H |
I |
J |
K |
L |
M |
N |
O |
P |
Q |
R |
S |
T |
U |
V |
W |
X |
Y |
Z |
?
 
Sa |
Sb |
Sc |
Sd |
Se |
Sf |
Sg |
Sh |
Si |
Sj |
Sk |
Sl |
Sm |
Sn |
So |
Sp |
Sq |
Sr |
Ss |
St |
Su |
Sv |
Sw |
Sy |
Sz
 
Sea |
Seb |
Sec |
Sed |
See |
Sef |
Seg |
Seh |
Sei |
Sej |
Sek |
Sel |
Sem |
Sen |
Seo |
Sep |
Seq |
Ser |
Ses |
Set |
Seu |
Sev |
Sew |
Sex |
Sey |
Sez
Die Liste der Biografien führt alle Personen auf, die in der deutschsprachigen Wikipedia einen Artikel haben. Dieses ist eine Teilliste mit 680 Einträgen von Personen, deren Namen mit den Buchstaben „See“ beginnt.

## See
- Sée, Camille (1847–1919), französischer Politiker
- See, Cees (1934–1985), niederländischer Jazzschlagzeuger
- See, Dieter (* 1939), deutscher Fußballspieler
- See, Elliot (1927–1966), US-amerikanischer Astronaut des Gemini-Programms
- See, Hans (* 1934), deutscher Politikwissenschaftler und Soziologe
- See, Heinrich von, Bischof von Schleswig
- Sée, Henri (1864–1936), französischer Wirtschaftshistoriker
- See, Huidji (* 1981), niederländischer Poolbillardspieler
- See, Johann, US-amerikanischer Maler der Düsseldorfer Schule
- See, John († 1907), australischer Politiker und Premier von New South Wales
- See, Jörg (* 1967), deutscher Offizier, Oberst des Heeres der BundeswehrJörg See (* 1967)

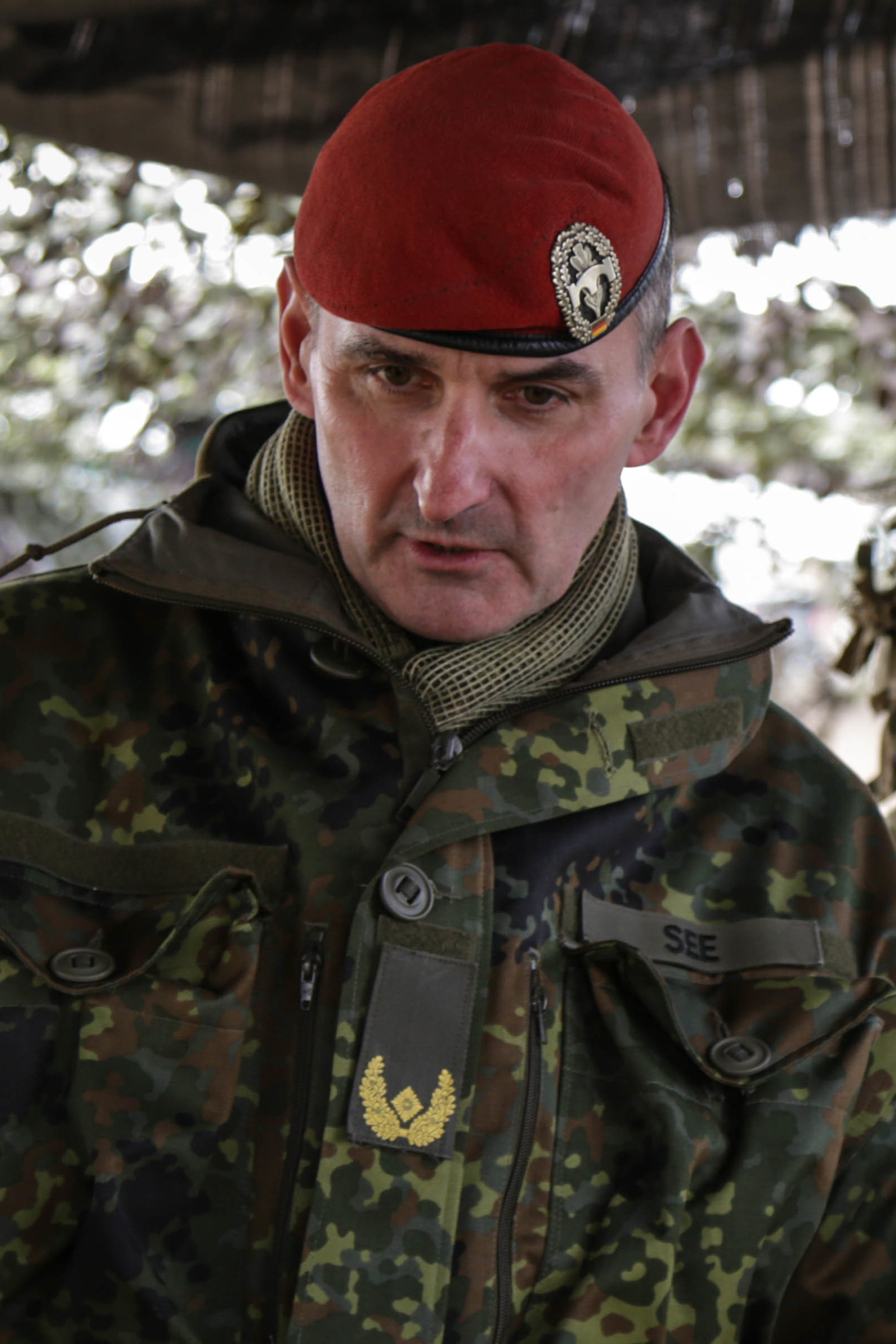
Jörg See (* 1967)

- See, Klaus von (1927–2013), deutscher Philologe, Skandinavist, Germanist, Historiker, Mediävist
- Sée, Léon (1877–1960), französischer Fechter
- See, Lisa (* 1955), US-amerikanische Schriftstellerin und Journalistin
- See, Thomas Jefferson Jackson (1866–1962), US-amerikanischer Astronom

### Seea
- Seear, Beatrice, Baroness Seear (1913–1997), britische Hochschullehrerin, Frauenrechtlerin und Politikerin
- Seear, Maxine (* 1984), australische Triathletin
- Seeau, Johann Friedrich von (1659–1729), bayerischer Fachkommissär in der Kaiserlichen Administration
- Seeau, Joseph Anton von (1713–1799), Hofmusikintendant unter den bayerischen Kurfürsten Max III. Joseph und Karl Theodor
- Seeauer, Beda (1716–1785), Universitätsprofessor und Abt des Stiftes Erzabtei St
- Seeauer, Thomas (1485–1586), Wasserbauingenieur und ein leitender Angestellter der kaiserlichen Saline (Klaus- und Wasserbaumeister)

### Seeb
- Seeb, Midianiterfürst
- Seeba, Hinrich C. (* 1940), deutscher Germanist
- Seebach, Albin Leo von (1811–1884), sächsischer Diplomat und Politiker
- Seebach, Camillo von (1808–1894), deutscher Jurist und Staatsminister von Sachsen-Coburg und Gotha
- Seebach, Carl von (1809–1877), deutscher Kommunalpolitiker
- Seebach, Christian von (1793–1865), deutscher Forstmann
- Seebach, Dieter (* 1937), deutscher ChemikerDieter Seebach (* 1937)

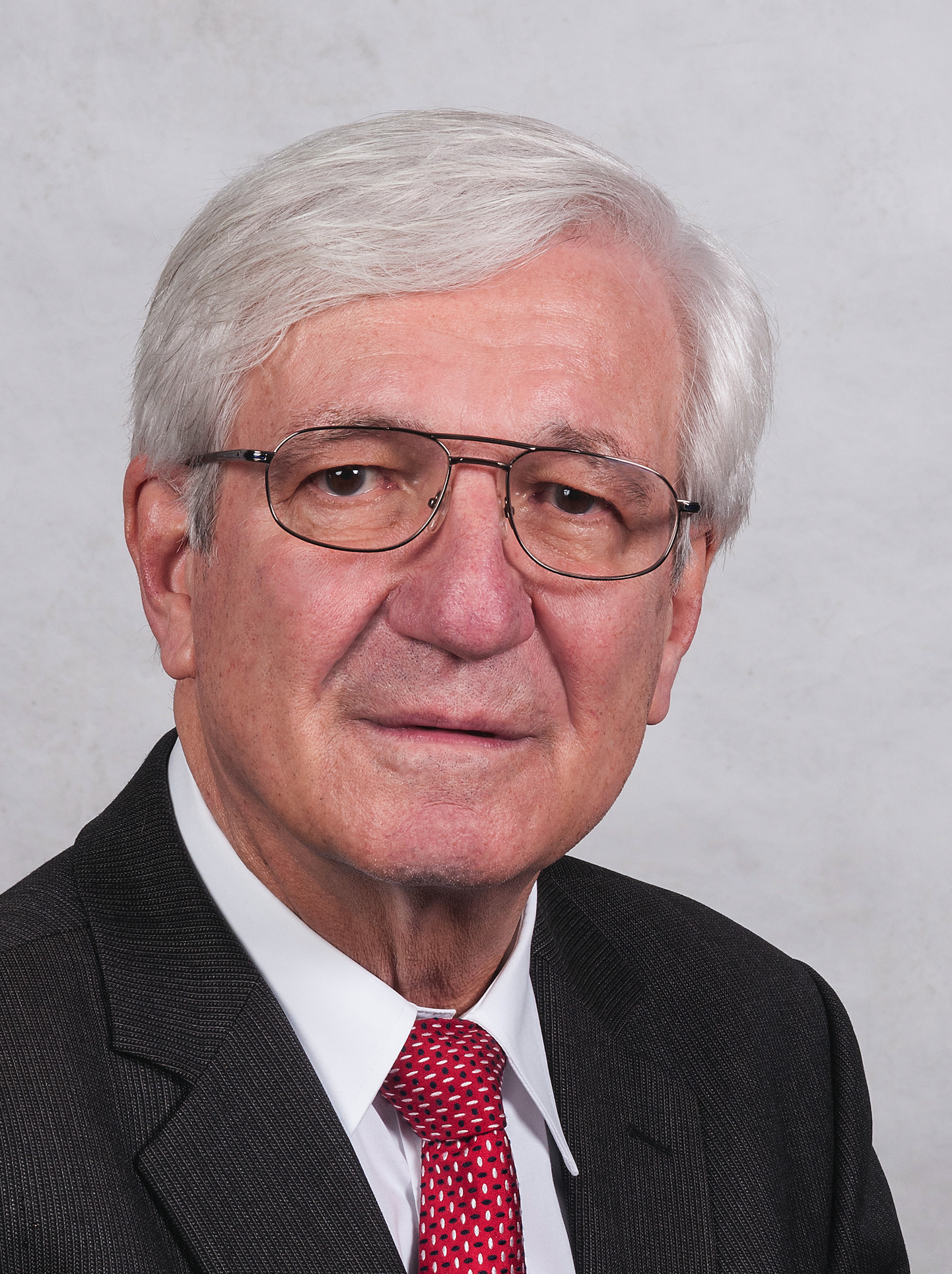
Dieter Seebach (* 1937)

- Seebach, Friedrich Johann Christoph Heinrich von (1768–1847), Oberstallmeister und preußischer Generalmajor
- Seebach, Gerhard (1946–2008), österreichischer Bauforscher und Denkmalpfleger
- Seebach, Gert-Hagen (* 1943), deutscher Regisseur für Schauspiel und Oper
- Seebach, Hans Adolph Wilhelm von (1694–1772), braunschweig-lüneburgischer Landdrost und Rittergutsbesitzer
- Seebach, Hans August von († 1779), kurpfälzer Kammerherr und Rittergutsbesitzer
- Seebach, Hans von, deutscher Adliger und Amtmann
- Seebach, Helmut (* 1954), deutscher Volkskundler, Historiker und Kulturschaffender
- Seebach, Holger (1922–2011), dänischer Fußballspieler
- Seebach, Johann Andreas (1777–1823), deutscher Organist
- Seebach, Johann Wilhelm von (1677–1757), Generalmajor im Herzogtum Sachsen-Gotha
- Seebach, Karl (1912–2007), deutscher Mathematiker und Didaktiker
- Seebach, Karl von (1839–1880), deutscher Geologe und Paläontologe
- Seebach, Kurt (* 1928), deutscher SED-Funktionär, Vorsitzender der BPKK Erfurt
- Seebach, Lothar von (1853–1930), deutscher Maler und Radierer
- Seebach, Marie (1829–1897), deutsche Schauspielerin und OpernsängerinMarie Seebach (1829–1897)

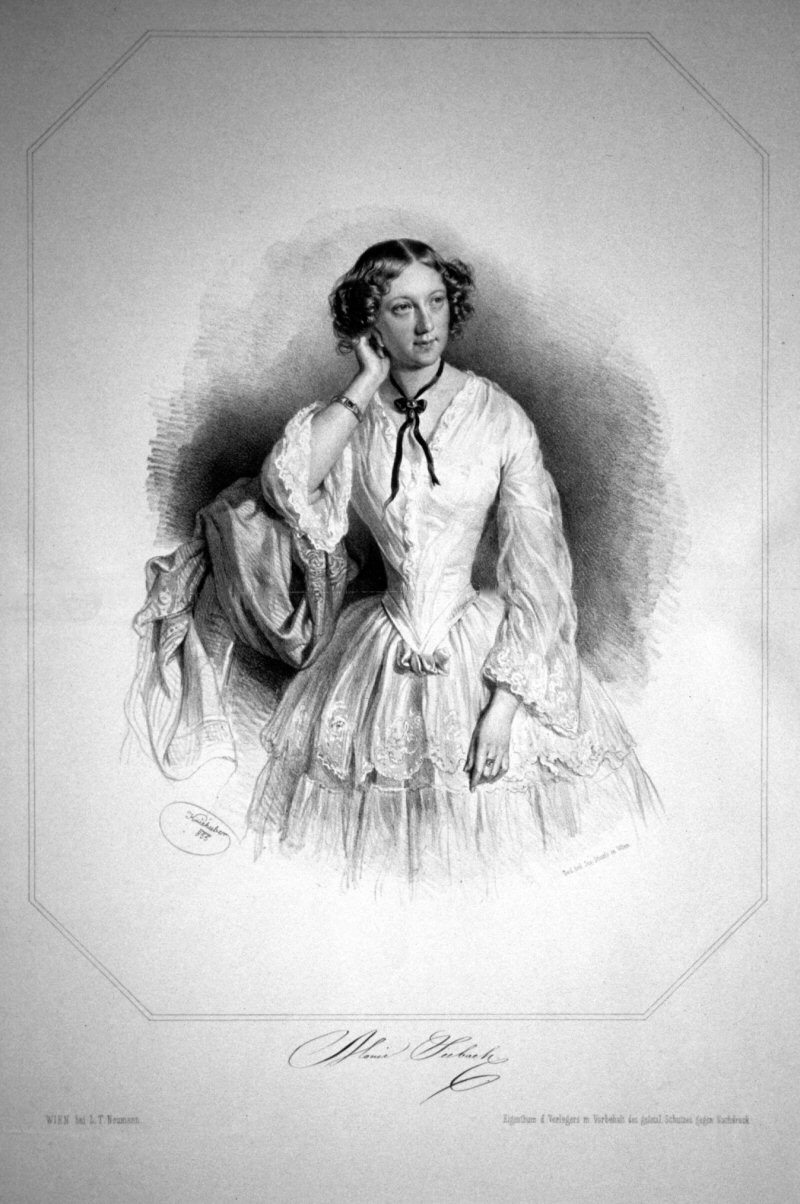
Marie Seebach (1829–1897)

- Seebach, Nikolaus Graf von (1854–1930), königlich-sächsischer Kammerherr, Intendant des Dresdner Hoftheater (Semperoper)
- Seebach, Ottocar Johann Ernst Ludwig von († 1781), fürstlich-sachsen-gothaischer Geheimer Rat, Konsistorialpräsident und Rittergutsbesitzer
- Seebach, Rasmus (* 1980), dänischer Musiker
- Seebach, Thilo von (1890–1966), deutscher Vizeadmiral im Zweiten Weltkrieg
- Seebach, Tommy (1949–2003), dänischer Musiker
- Seebacher, Anna (* 1994), österreichische Skilangläuferin
- Seebacher, August Friedrich (1887–1940), österreichischer Maler und Grafiker
- Seebacher, Bernd (* 1948), österreichischer Schauspieler
- Seebacher, Brigitte (* 1946), deutsche Historikerin, Journalistin und PublizistinBrigitte Seebacher (* 1946)

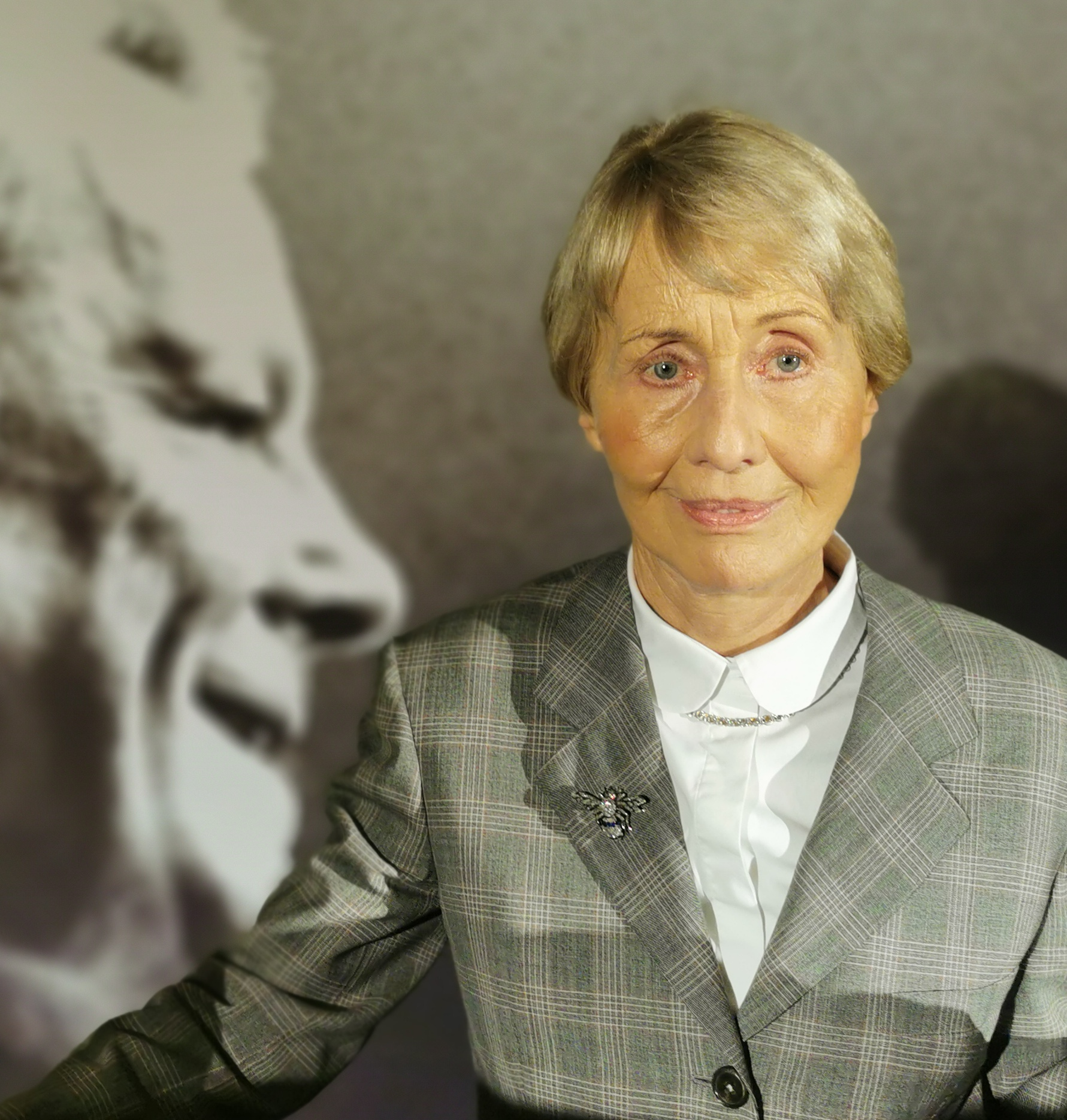
Brigitte Seebacher (* 1946)

- Seebacher, Cornelia (* 1992), österreichische Geschwindigkeitsskifahrerin
- Seebacher, Ferdinand (* 1989), österreichischer Schauspieler
- Seebacher, Johann (1816–1890), österreichischer Landwirt und Politiker
- Seebacher, Katrin (1966–1997), deutsche Schriftstellerin
- Seebacher, Philipp (* 1987), österreichischer Fußballspieler
- Seebacher, René (* 1988), österreichischer Fußballspieler
- Seebacher, Wendelin (* 1938), deutscher Architekt und Stadtplaner
- Seebacher-Mesaritsch, Alfred (1925–1998), österreichischer Schriftsteller und Lokalhistoriker
- Seebald, Carl (1878–1941), österreichischer Fotograf
- Seebaluck, Sheila (* 1964), mauritische Mittelstreckenläuferin
- Seebaß, Adolf (1890–1964), deutscher Turner
- Seebaß, Christian Ludwig (1754–1806), deutscher Romanist, Philosoph und Schriftsteller
- Seebaß, Gottfried (1937–2008), deutscher Kirchenhistoriker
- Seebaß, Hans Eduard (1894–1957), deutscher lutherischer Theologe, Pastor und Politiker
- Seebass, Horst (1934–2015), deutscher evangelischer Theologe
- Seebauer, Felix (1921–2003), deutsch-mährischer Journalist, Buchautor und Übersetzer
- Seebauer, Rolf (1945–2017), deutscher Politiker (SPD)
- Seebauer, Willi (* 1946), deutscher Fußballspieler
- Seebe, Magdalene (* 1878), deutsche Opernsängerin der Stimmlage Sopran
- Seebeck, August (1805–1849), deutscher Physiker
- Seebeck, August von (1834–1914), preußischer General der Infanterie, Regimentschef des Infanterie-Regiments „Graf Bose“ (1. Thüringisches) Nr. 31
- Seebeck, Claus (* 1974), deutscher Politiker (CDU)
- Seebeck, Georg (1845–1928), deutscher Unternehmer
- Seebeck, Moritz (1805–1884), Pädagoge, Geheimer Staatsrat, Konsistorialrat und Kurator der Universität Jena
- Seebeck, Nicholas Frederick (1857–1899), deutschstämmiger Philatelist und Geschäftsmann
- Seebeck, Thomas Johann (1770–1831), deutscher PhysikerThomas Johann Seebeck (1770–1831)

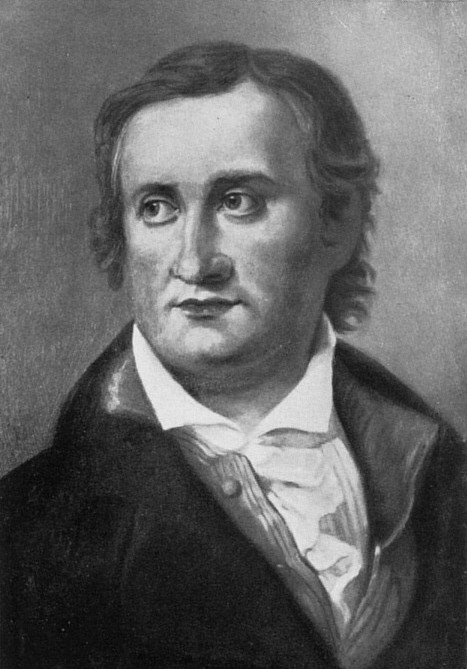
Thomas Johann Seebeck (1770–1831)

- Seeber, Alejandra (* 1969), argentinische Malerin
- Seeber, Clemens (1851–1905), deutscher Fotograf, Foto- und Filmpionier
- Seeber, David (1934–2023), italienisch-deutscher Publizist
- Seeber, Eckhard (* 1938), deutscher Kanzlerchauffeur
- Seeber, Eva (1932–2022), deutsche Historikerin
- Seeber, Francisco (1841–1913), argentinischer Politiker, Bürgermeister und Unternehmer
- Seeber, Gerd-Michael (* 1949), deutscher Politiker (CDU)
- Seeber, Gilg (* 1952), österreichischer Statistiker
- Seeber, Guido (1879–1940), deutscher Filmpionier, Fotograf und Kameramann
- Seeber, Günter (* 1941), deutscher Geodät
- Seeber, Gustav (1933–1992), deutscher Historiker
- Seeber, Hans Ulrich (1940–2025), deutscher Anglist
- Seeber, Heinz (1930–1998), deutscher Maler
- Seeber, Ludwig August (1793–1855), deutscher Mathematiker und Physiker
- Seeber, Michael (* 1954), österreichischer Filmproduzent, Drehbuchautor und Filmregisseur
- Seeber, Nicolaus (* 1680), deutscher Orgelbauer und Komponist
- Seeber, Otto (1910–1977), deutscher Sportfunktionär
- Seeber, Richard (* 1962), österreichischer Politiker (ÖVP), MdEP
- Seeber, Robert (* 1955), österreichischer Politiker (ÖVP), Mitglied des Bundesrats
- Seeber, Ruben (* 1999), österreichischer American-Football-Spieler
- Seeber, Susan (* 1964), deutsche Wirtschaftspädagogin
- Seeber, Viktoria (* 1997), deutsche Volleyball- und Beachvolleyballspielerin
- Seeber-Tegethoff, Mareile (* 1970), deutsche Ethnologin, Biografin und Autorin
- Seeberg, Alfred (1863–1915), deutschbaltischer evangelischer Theologe
- Seeberg, Axel (1904–1986), deutscher Politikwissenschaftler und Journalist
- Seeberg, Axel (1931–2011), norwegischer Klassischer Archäologe
- Seeberg, Erich (1888–1945), deutscher evangelischer Theologe und Kirchenhistoriker
- Seeberg, Friedrich (1872–1902), russischer Astronom und Polarforscher
- Seeberg, Gitte (* 1960), dänische Politikerin, Mitglied des Folketing, MdEP
- Seeberg, Ina (* 1941), deutsche Malerin und Autorin
- Seeberg, Klaus, deutscher Basketballspieler, -trainer und -funktionär
- Seeberg, Otto (1908–1934), deutscher Ingenieur und Pilot
- Seeberg, Peter (1925–1999), dänischer Schriftsteller
- Seeberg, Reinhold (1859–1935), deutscher evangelischer Theologe
- Seeberg, Sophie, deutsche Rechtspsychologin und Schriftstellerin
- Seeberg, Staffan (* 1938), schwedischer Schriftsteller und Arzt
- Seeberg, Stella (1901–1979), deutsche Wirtschaftswissenschaftlerin
- Seeberg, Tom (1860–1938), norwegischer Sportschütze
- Seeberg, Xenia (* 1967), deutsche Schauspielerin
- Seeberg-Elverfeldt, Roland (1909–1993), deutscher Archivar und Genealoge
- Seeberger, Christian (* 1975), deutscher Eishockeyspieler
- Seeberger, Friedrich (1938–2007), deutscher experimenteller Archäologe und Feinwerktechnik-Ingenieur
- Seeberger, Gustav (1812–1888), deutscher Architekturmaler und Vedutenmaler sowie Lithograf
- Seeberger, Hans-Jörg (1943–2007), deutscher Unternehmer
- Seeberger, Herbert (* 1949), deutscher Sportschütze
- Seeberger, Johannes (1843–1879), österreichischer Schachkomponist
- Seeberger, Jürgen (* 1965), deutscher Fußballtrainer
- Seeberger, Kurt (1913–1994), deutscher Journalist und Schriftsteller
- Seeberger, Lucas (* 1983), deutscher Filmeditor
- Seeberger, Matt (* 1984), US-amerikanischer Tennisspieler
- Seeberger, Peter (* 1966), deutscher ChemikerPeter Seeberger (* 1966)

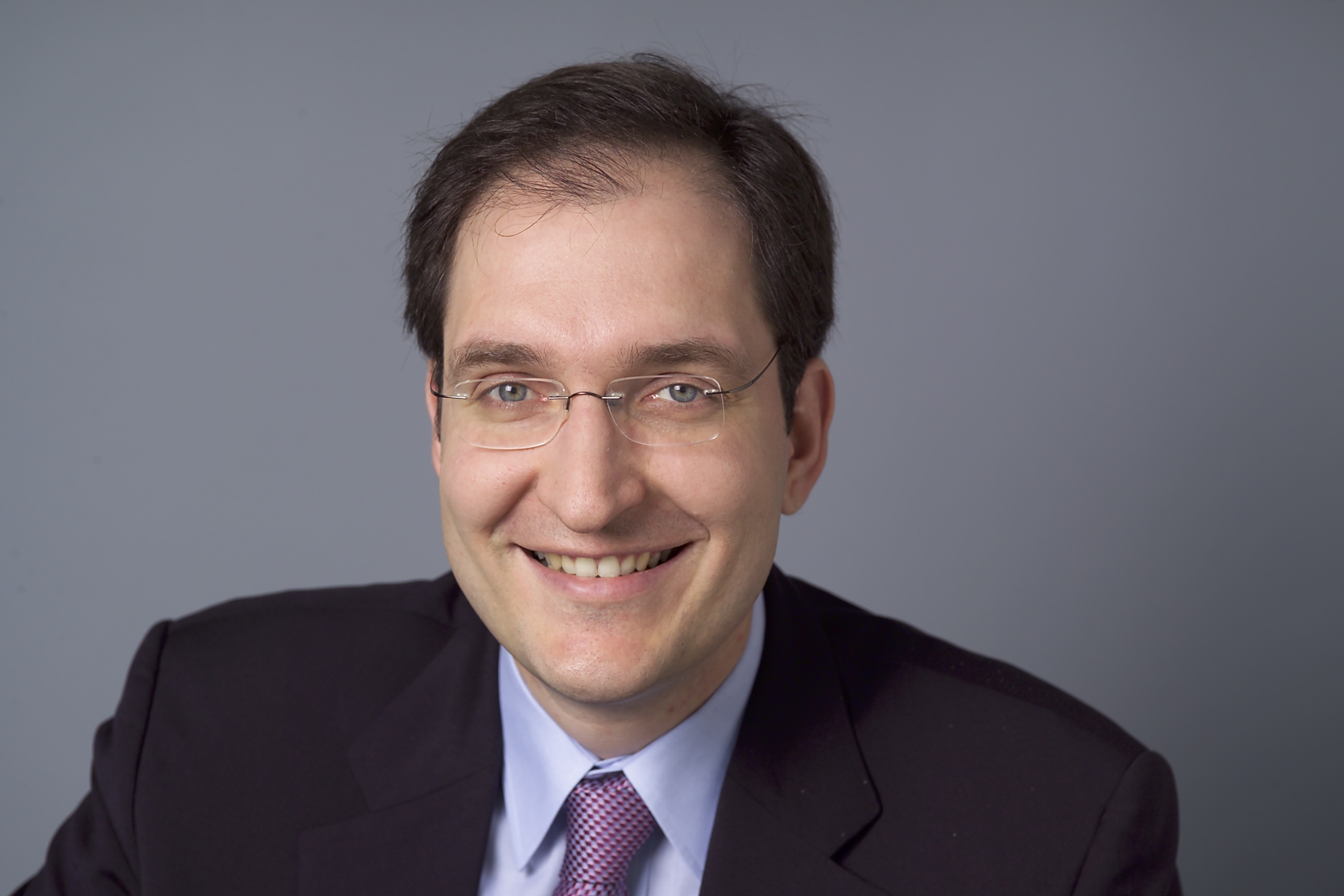
Peter Seeberger (* 1966)

- Seeberger, Peter Paul (1906–1993), deutscher Architekt und Baubeamter
- Seeberger-Sturzenegger, Erna (1907–1995), Schweizer Philosophin
- Seebich, Gustav (1899–1985), deutscher Kommunalpolitiker (SPD, parteilos)
- Seeböck, Herwig (1939–2011), österreichischer Schauspieler, Regisseur und Kabarettist
- Seeböck, Ida (* 1971), österreichische Schauspielerin und Autorin
- Seeböck, Jakob (* 1976), österreichischer Schauspieler
- Seeböck, Reinhold (* 1943), österreichischer Eisschnellläufer
- Seebode, Christian (* 1949), deutscher Diplomat
- Seebode, Gottfried (1792–1868), deutscher Klassischer Philologe, Gymnasialdirektor und Bibliothekar
- Seebode, Manfred (1938–2011), deutscher Rechtswissenschaftler
- Seeboeck, Ferdinand (1864–1952), österreichischer Bildhauer
- Seebohm, Adolf (1831–1916), Arzt und Landtagsabgeordneter in Waldeck
- Seebohm, Alison (1939–2015), britische Schauspielerin
- Seebohm, Emily (* 1992), australische Schwimmerin
- Seebohm, Frederic, Baron Seebohm (1909–1990), britischer Bankier
- Seebohm, Hans (1871–1945), deutscher Konteradmiral der Kriegsmarine
- Seebohm, Hans-Christoph (1903–1967), deutscher Politiker (DP, CDU), MdL, MdBHans-Christoph Seebohm (1903–1967)

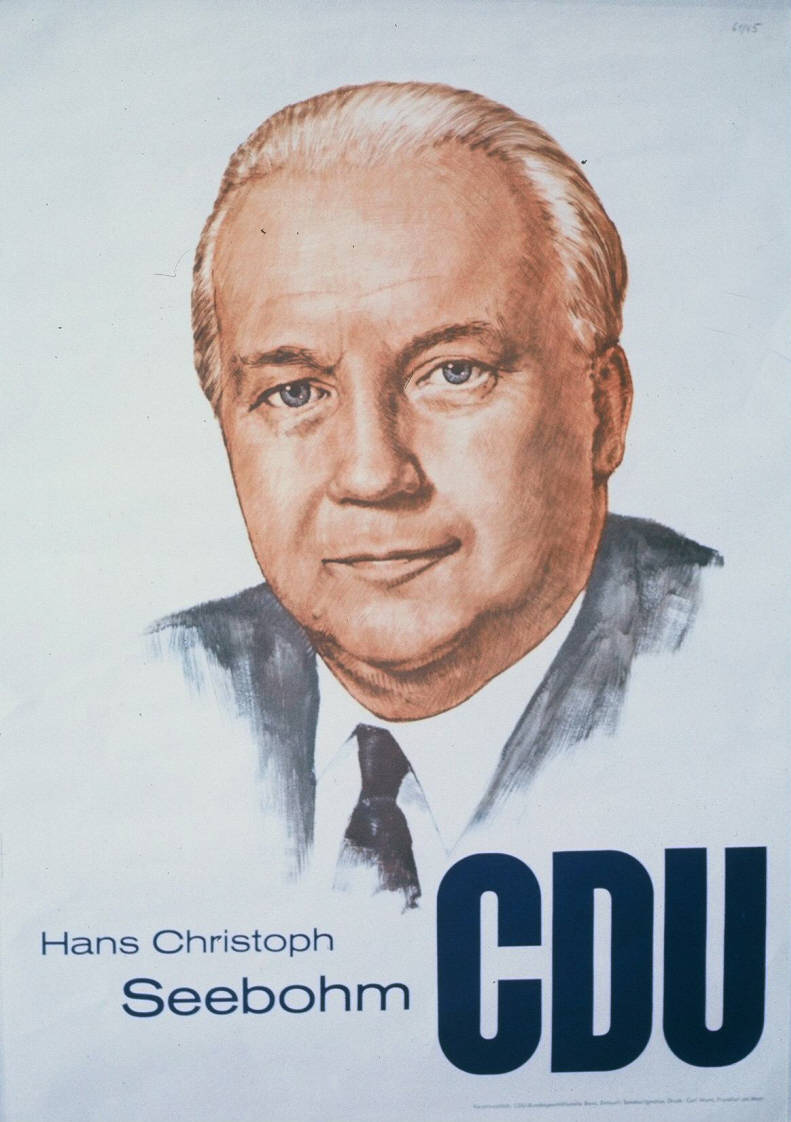
Hans-Christoph Seebohm (1903–1967)

- Seebohm, Henry (1832–1895), englischer Stahlfabrikant, Amateur-Ornithologe, Oologe und Forschungsreisender
- Seebohm, Johann (1793–1866), deutscher Kaufmann und Politiker
- Seebohm, Kurt (1870–1946), deutscher Bergbauingenieur und Manager in der Montanindustrie
- Seebohm, Richard (1871–1945), deutscher Verwaltungsjurist; Landrat des Kreises Stadthagen und Bürgermeister von Bad Pyrmont
- Seebohm, Rudolf (1834–1901), deutscher Unternehmer, Direktor der Burbacher Hütten und Abgeordneter des Provinziallandtages der Rheinprovinz
- Seebohm, Thomas M. (1934–2014), deutscher Philosoph
- Seebold, Elmar (* 1934), deutscher Germanist
- Seebold, Gustav-Hermann (* 1951), deutscher Historiker und Archivar
- Seebold, Marie Madeleine (1866–1948), US-amerikanische Malerin
- Seeboldt, Scarlett (* 1957), deutsche Liedermacherin und Sängerin
- Seeboth, Max (1904–1967), deutsch-amerikanischer Komponist und Musikpädagoge
- Seeburg, Max (1884–1972), deutscher Fußballspieler
- Seeburg, Moritz (1794–1851), deutscher Jurist und Stadtrat
- Seeburg, Peter H. (1944–2016), deutscher Neurobiologe und Biochemiker
- Seeburg, Sven (* 1962), deutscher Schauspieler
- Seeburger, Georg (1919–2002), deutscher Fußballspieler und -trainer
- Seeburger, Karl (1914–1979), österreichischer Landwirt und Politiker

### Seec
- Seechaichana, Sirada (* 1986), thailändische Dreispringerin
- Seechurn, Rajindraparsad (* 1970), mauritischer Fußballschiedsrichter
- Seeck, Adelheid (1912–1973), deutsche Schauspielerin
- Seeck, Francis (* 1987), deutsche*r Kulturanthropolog*in und Autor*in
- Seeck, Franz (1874–1944), deutscher Architekt und Hochschullehrer
- Seeck, Gustav Adolf (1933–2024), deutscher Altphilologe
- Seeck, Hans († 1583), deutscher Bildhauer und Bildschnitzer
- Seeck, Leopold (1824–1901), deutscher Architekt und Baubeamter
- Seeck, Otto (1850–1921), deutscher Althistoriker
- Seeckt, Friedrich von (1793–1870), deutscher Richter und Parlamentarier
- Seeckt, Hans von (1866–1936), deutscher Generaloberst, Chef der Heeresleitung der Reichswehr, Politiker (DVP), MdRHans von Seeckt (1866–1936)

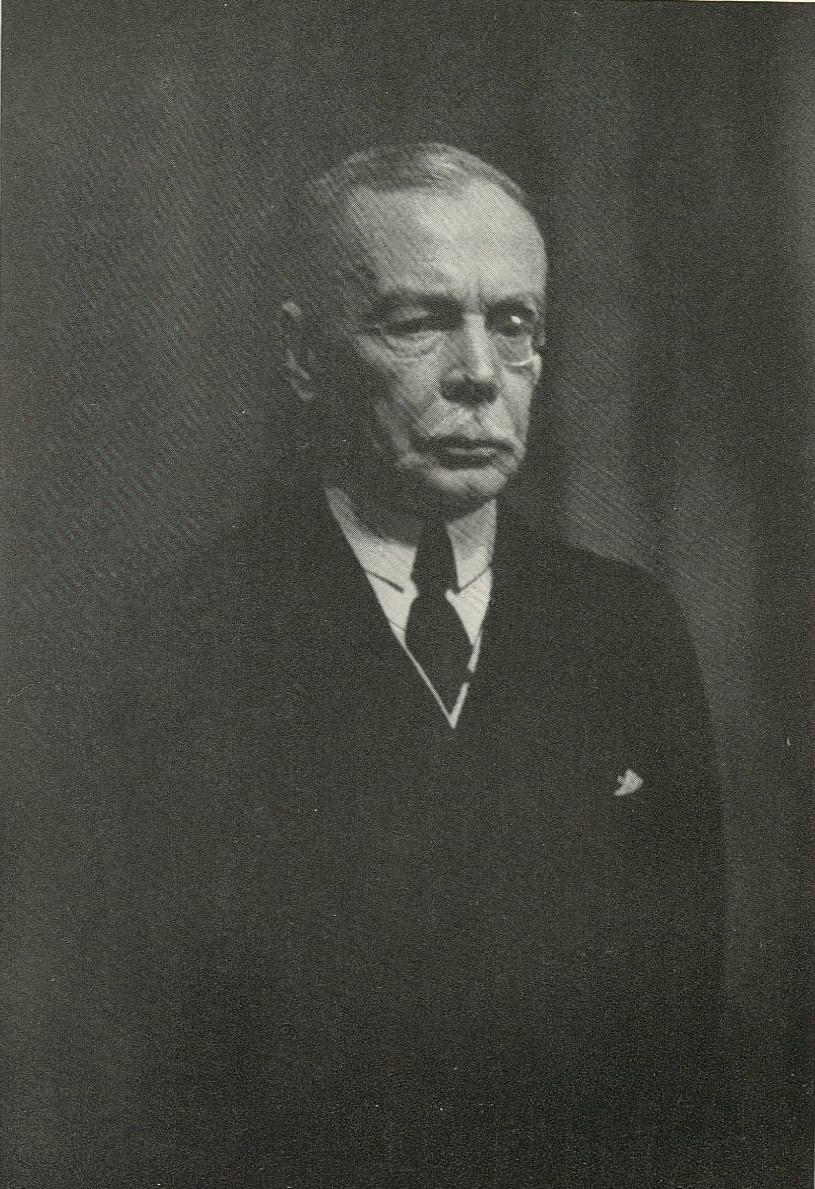
Hans von Seeckt (1866–1936)

- Seeckt, Leopold von (1795–1870), deutscher Beamter und Politiker
- Seeckt, Richard von (1833–1909), preußischer General der Infanterie

### Seed
- Seed, Harry Bolton (1922–1989), britischer Bauingenieur
- Seed, Huck (* 1969), US-amerikanischer Pokerspieler
- Seed, Rachel, britisch-US-amerikanische Filmproduzentin, Fotografin
- Seed, Robbie (* 1990), polnischer DJ und Musikproduzent
- Seed, Walter D. (1864–1959), US-amerikanischer Politiker
- Seedat, Jamela, Medizinerin und Redakteurin
- Seeder, Helir-Valdor (* 1964), estnischer Politiker, Mitglied des Riigikogu
- Seedhouse, Cyril (1892–1966), britischer Sprinter
- Seedler, Anija (* 1974), deutsche Zeichnerin
- Seedo, N’ketia (* 2003), niederländische Sprinterin
- Seedorf, Arthur (1903–1986), deutscher Maler und Grafiker
- Seedorf, Clarence (* 1976), niederländischer Fußballspieler und -trainerClarence Seedorf (* 1976)

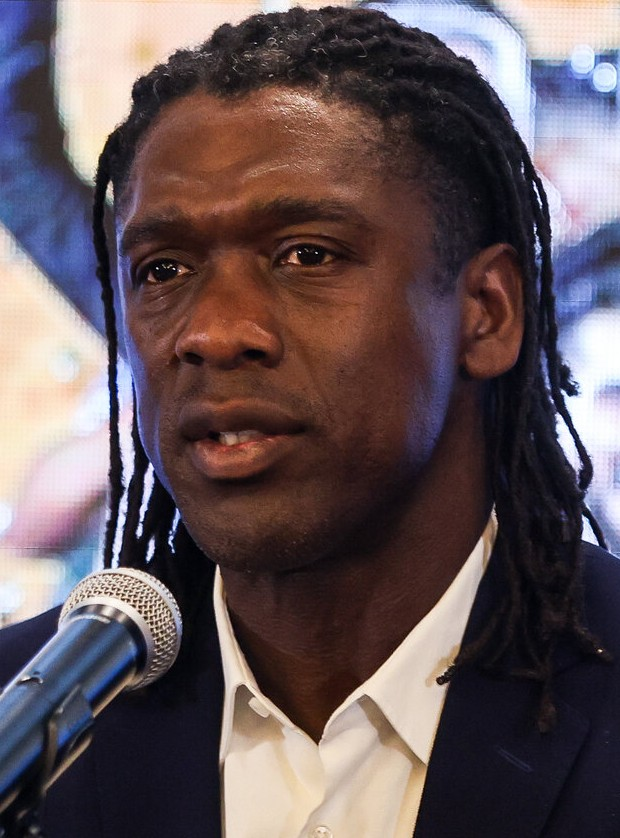
Clarence Seedorf (* 1976)

- Seedorf, Franz Joseph (1691–1758), deutscher Jesuitenpater, Berater des Pfälzer Kurfürsten
- Seedorf, Hans Heinrich (1923–2020), deutscher Historiker, Geograf und Hochschullehrer
- Seedorf, Sherwin (* 1998), niederländischer Fußballspieler
- Seedorf, Thomas (* 1960), deutscher Musikwissenschaftler
- Seedorf, Wilhelm (1881–1984), deutscher Agrarökonom
- Seedorff, Hans Hartvig (1892–1986), dänischer Lyriker
- Seeds, William (1882–1973), britischer Botschafter

### Seef
- Seefehlner, Egon (1912–1997), österreichischer Opernintendant
- Seefehlner, Egon Ewald (1874–1946), österreichischer Eisenbahnfachmann
- Seefeld, Adolf (1870–1936), deutscher Mörder
- Seefeld, Alfred von (1825–1893), deutscher Buchhändler und Verleger
- Seefeld, Horst (1930–2018), deutscher Politiker (SPD), MdB, MdEP, Vizepräsident des Europaparlaments (1984–1989)
- Seefeld, Julius von (1802–1878), kurländischer Landesbeamter
- Seefeld, Kathi (* 1964), deutsche Journalistin und Pressesprecherin
- Seefelder, Jürgen (* 1954), deutscher Jazzmusiker (Tenor-, Alt- und Sopransaxophon, Flöte)
- Seefelder, Matthias (1920–2001), deutscher Industriemanager, Vorstandsvorsitzender der BASF AG
- Seefelder, Max (1897–1970), deutscher Filmarchitekt
- Seefelder, Richard (1875–1949), deutscher Augenarzt und Hochschullehrer
- Seefeldner, Erich (1887–1981), österreichischer Geograph, Gymnasiallehrer und Landesschulinspektor
- Seefeldner, Oskar (1858–1938), österreichischer Offizier und Historiker
- Seefeldt, Dietmar (* 1970), deutscher Jurist und Politiker (CDU)
- Seefeldt, Fritz (1888–1968), deutscher Pastor, Pädagoge und Volkshochschulgründer
- Seefeldt, Oliver (* 1970), deutscher Tanzsportler und Tanztrainer
- Seefeldt, Wilhelm (1934–2023), Schweizer Musiker und bildender Künstler
- Seefisch, Alexandra (* 1976), deutsche Schauspielerin
- Seefisch, Hermann Ludwig (1810–1879), deutscher Landschafts-, Genre- und Porträtmaler
- Seefranz, Dieter (1941–1983), österreichischer Fernsehmoderator und Sportjournalist
- Seefried auf Buttenheim, Adolf von (1873–1914), deutscher Kolonialbeamter
- Seefried, Elke (* 1971), deutsche Historikerin
- Seefried, Friedrich (1549–1608), deutscher Porträt- und Wappenmaler, Vedutenzeichner und Kartograph
- Seefried, Georg Christian Philipp Friedrich (1814–1881), deutscher Jurist und Politiker
- Seefried, Irmgard (1919–1988), deutsch-österreichische Opern- und Liedsängerin (Sopran)
- Seefried, Kai (* 1978), deutscher Politiker (CDU), MdL
- Seefried, Marco (* 1976), deutscher Autorennfahrer
- Seefried, Mona (* 1957), österreichische SchauspielerinMona Seefried (* 1957)

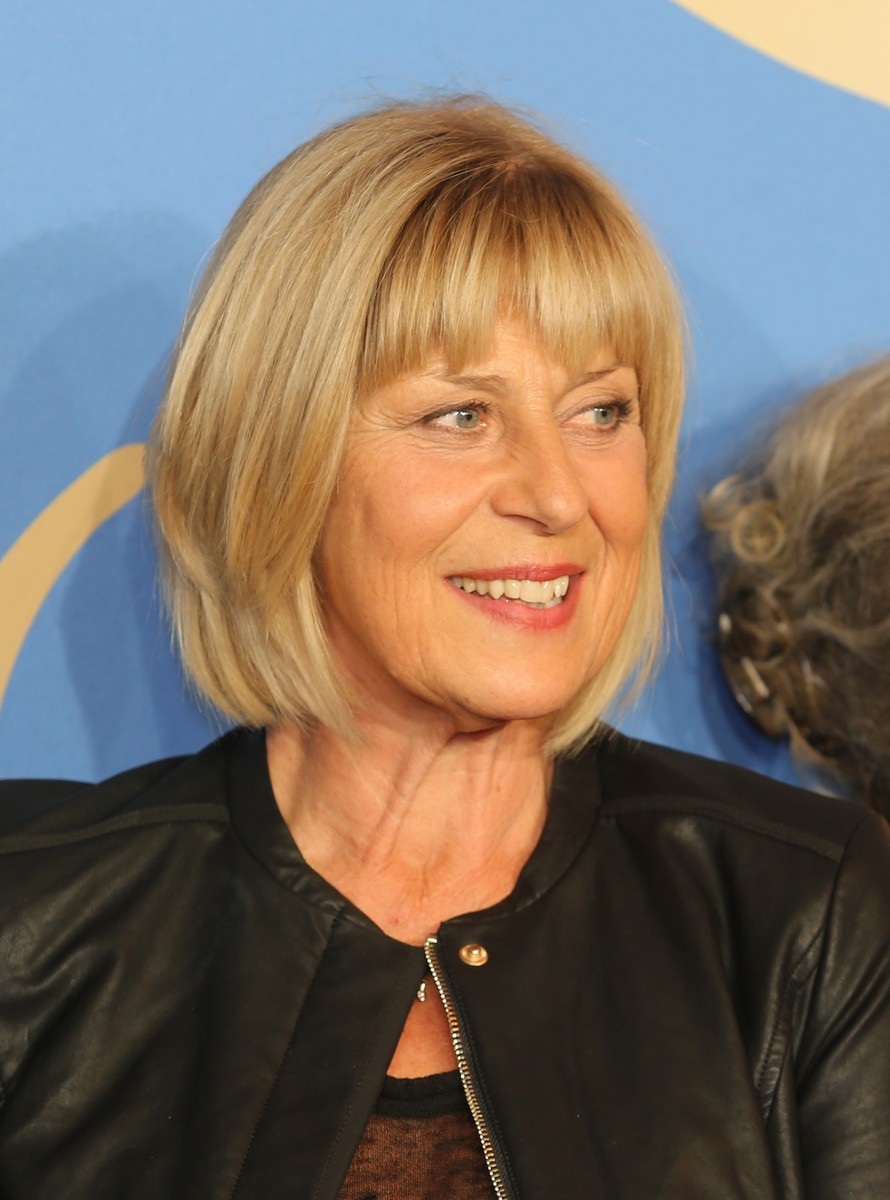
Mona Seefried (* 1957)

- Seefried, Rudolf (1877–1961), deutscher Landrat
- Seefried, Sandra (* 1987), deutsche Schauspielerin
- Seefried-Matějková, Ludmila (* 1938), tschechisch-deutsche Bildhauerin

### Seeg
- Seegar, Miriam (1907–2011), US-amerikanische Schauspielerin
- Seegebarth, Johann Friedrich von (1747–1823), preußischer Generalpostmeister
- Seegelken, Walter (1908–1979), deutscher Bergingenieur
- Seegen, Josef (1822–1904), österreichischer Balneologe und Physiologe
- Seeger, Adolf (1815–1865), deutscher Politiker
- Seeger, Alan (1888–1916), US-amerikanischer Dichter
- Seeger, Alfred (1927–2015), deutscher Physiker
- Seeger, Bernhard (1927–1999), deutscher Schriftsteller
- Seeger, Britta (* 1969), deutsche Managerin und Vorständin der Daimler AGBritta Seeger (* 1969)

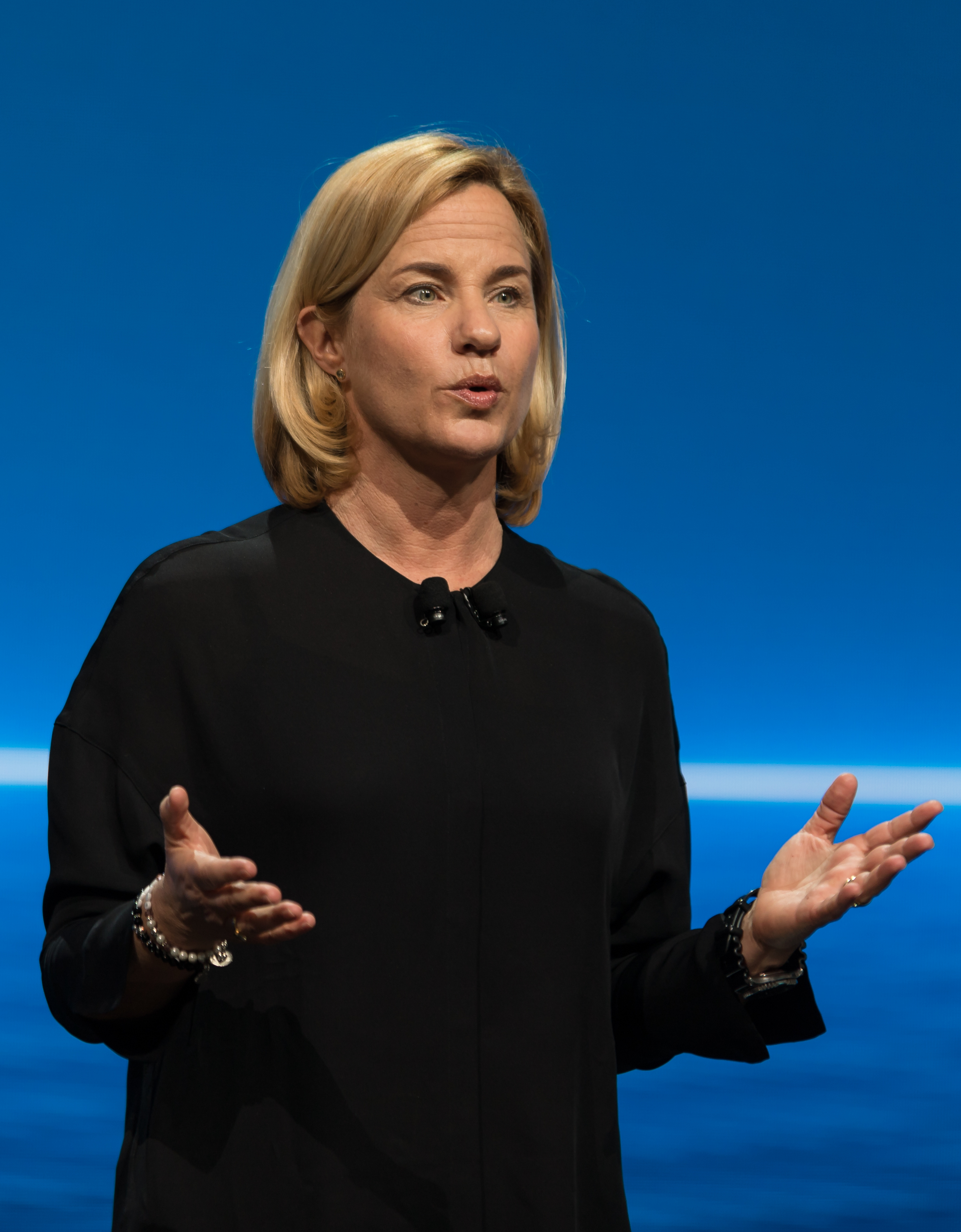
Britta Seeger (* 1969)

- Seeger, Carl Christian von (1773–1858), württembergischer Wasserbauingenieur
- Seeger, Charles (1886–1979), US-amerikanischer Musikwissenschaftler und Komponist
- Seeger, Christof (* 1973), deutscher Hochschullehrer, Professor für Periodische Medien für Print- und Online-Märkte
- Seeger, Christoph Dionysius von (1740–1808), Organisator der Hohen Karlsschule
- Seeger, Ernst (1884–1937), deutscher Filmbeamter in der Weimarer Republik und im nationalsozialistischen Deutschen Reich
- Seeger, Fabian (* 1983), deutscher Sportwissenschaftler, Fußballtrainer und Fachbuchautor
- Seeger, Friedrich (1781–1813), deutscher Staats- und Wirtschaftswissenschaftler und Hochschullehrer
- Seeger, Friedrich Karl August (1798–1868), deutscher Jurist und Politiker
- Seeger, Fritz (* 1912), Schweizer Sprinter
- Seeger, Günter (* 1949), deutscher Koch
- Seeger, Harald (1922–2015), deutscher Fußballspieler, -trainer und -funktionär
- Seeger, Heinz (1907–1996), deutscher Gewerkschafter
- Seeger, Henryk (* 1981), deutscher Unternehmer und Social Entrepreneur
- Seeger, Hermann (1857–1945), deutscher Maler
- Seeger, Hermann (1933–2015), deutscher Geodät
- Seeger, Hermann von (1829–1903), deutscher Jurist und Hochschullehrer
- Seeger, Horst (1926–1999), deutscher Musikwissenschaftler, Dramaturg und Intendant
- Seeger, Joachim (1903–1991), deutscher Kunsthistoriker
- Seeger, Johann Gottlob Christoph von (1767–1835), deutscher Politiker und Oberamtmann
- Seeger, Karl Ludwig (1808–1866), deutscher Maler
- Seeger, Karlheinz (1927–2008), österreichischer Physiker
- Seeger, Louis (1794–1865), deutscher Dressurreiter
- Seeger, Ludwig (1810–1864), deutscher Politiker und Dichter
- Seeger, Ludwig (1831–1893), österreichischer Arzt und Schriftsteller
- Seeger, Matthias (* 1955), deutscher Jurist, Präsident des Bundespolizeipräsidiums
- Seeger, Melanie (* 1977), deutsche Geherin
- Seeger, Mia (1903–1991), deutsche Designerin
- Seeger, Mike (1933–2009), US-amerikanischer Folkmusiker und Folklorist
- Seeger, Norbert (* 1953), liechtensteinischer Rechtsanwalt
- Seeger, Otto (1900–1976), deutscher Politiker (KPS/SED) und Gewerkschafter
- Seeger, Patrick (* 1986), österreichischer Fußballspieler
- Seeger, Paul (1902–1980), deutscher Politiker (CDU), MdL
- Seeger, Paulus (1691–1743), Abt
- Seeger, Peggy (* 1935), US-amerikanische Folksängerin und Liedermacherin
- Seeger, Per-René (* 1955), deutscher Politiker (DBD, SPD), MdV, MdB
- Seeger, Pete (1919–2014), US-amerikanischer Folk-MusikerPete Seeger (1919–2014)

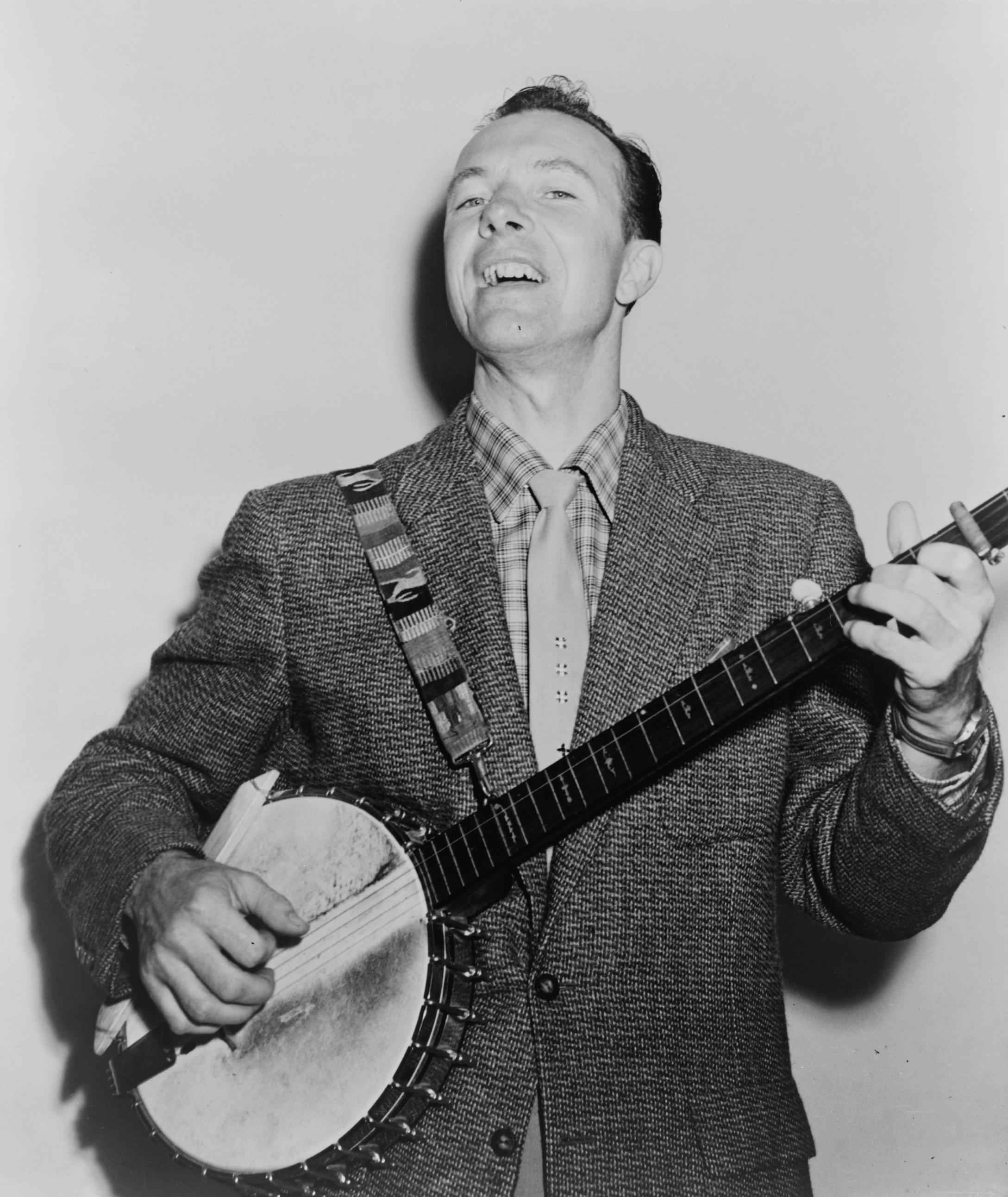
Pete Seeger (1919–2014)

- Seeger, Peter (1919–2008), deutscher Komponist, Musikpädagoge und Dirigent
- Seeger, Philipp Gottlieb (1751–1774), deutscher Altphilologe, Theologe und Schriftsteller
- Seeger, Ralf (* 1962), deutscher Kampfsportler, Schauspieler und Tierschützer
- Seeger, Robert (* 1941), österreichischer FernsehkommentatorRobert Seeger (* 1941)

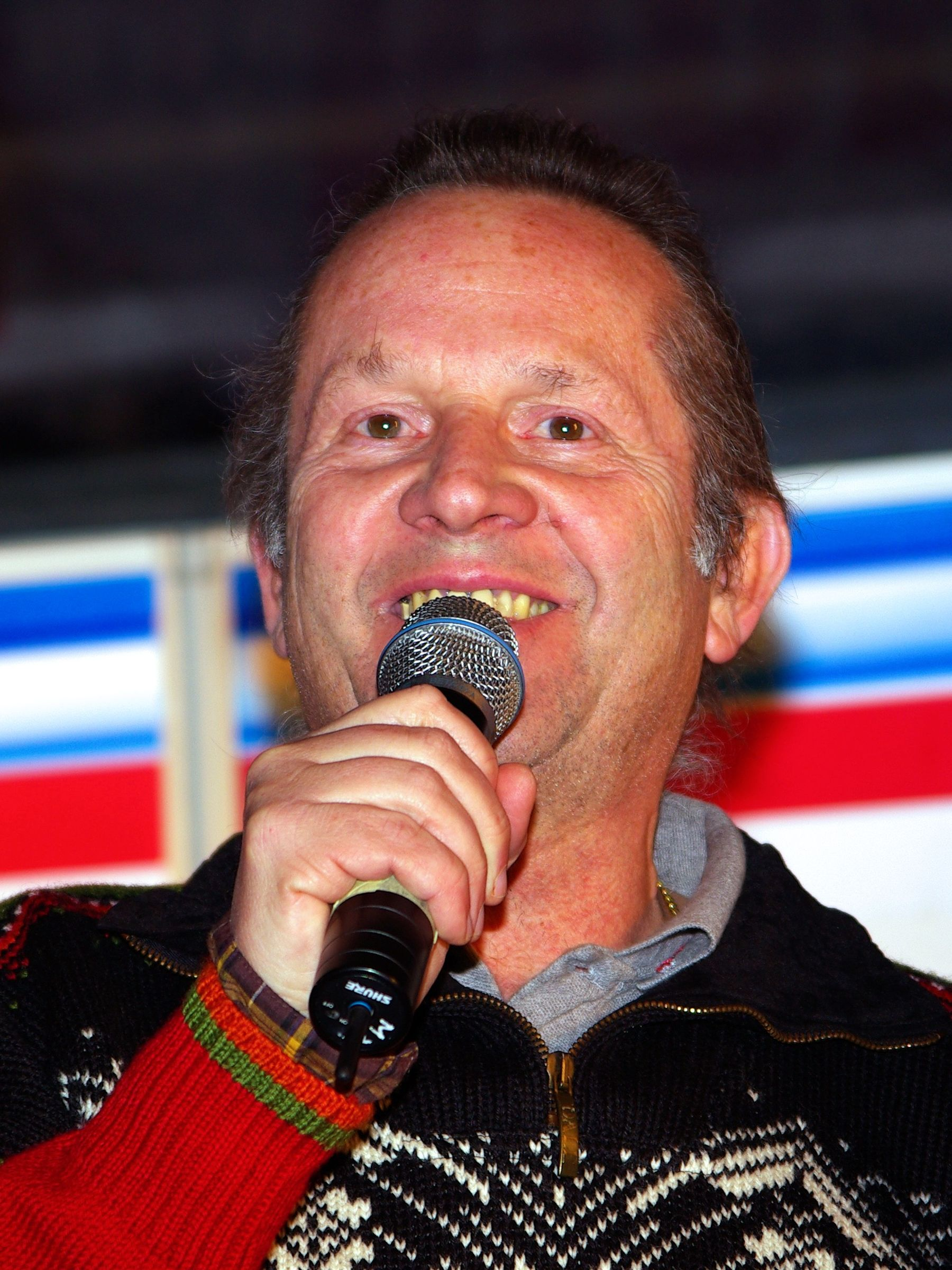
Robert Seeger (* 1941)

- Seeger, Ronald (* 1956), deutscher Politiker (CDU), Bürgermeister von Rathenow
- Seeger, Rudolf (1901–1980), deutscher Hammerwerfer
- Seeger, Severino (* 1986), deutscher Popsänger
- Seeger, Stefan (* 1962), deutscher Chemiker
- Seeger, Werner (* 1953), deutscher Internist und Pneumologe
- Seeger, Wolfgang (1929–2018), deutscher Neurochirurg
- Seeger, Wolfgang (* 1936), deutscher Fußballspieler
- Seeger, Wolfgang (* 1959), liechtensteinischer Jurist
- Seeger, Zvezdana (* 1964), bosnische Managerin, Personalvorständin und Arbeitsdirektorin
- Seegerer, Karl (1928–2015), deutscher Feuerwehrmann
- Seegers, Ernst (1840–1911), deutscher Zahntechniker und Bibliophile, Sammler von Buntpapieren
- Seegers, Heinrich Wilhelm Konrad (1862–1934), deutscher Unternehmer und Politiker
- Seegers, Lu (* 1968), deutsche Historikerin
- Seegers, Willy (* 1905), deutscher Politiker (SPD), MdBB
- Seegers-Krückeberg, Dieter (* 1943), deutscher Unternehmer und Brigadegeneral der Bundeswehr der Reserve
- Seegert, Anke (* 1966), deutsche Landschaftsarchitektin und -ingenieurin, Professorin und Gartendirektorin
- Seegert, Marcel (* 1994), deutscher Fußballspieler
- Seegert, Nolan (* 1992), deutscher Eiskunstläufer
- Seegert, Olaf (* 1982), deutscher Handballspieler
- Seegler, Wilfried (* 1954), deutscher Fußballspieler
- Seegmiller, J. Edwin (1920–2006), US-amerikanischer Biochemiker, Genetiker und Gerontologe
- Seegmüller, Robert (* 1969), deutscher Jurist und Richter am BundesverwaltungsgerichtRobert Seegmüller (* 1969)

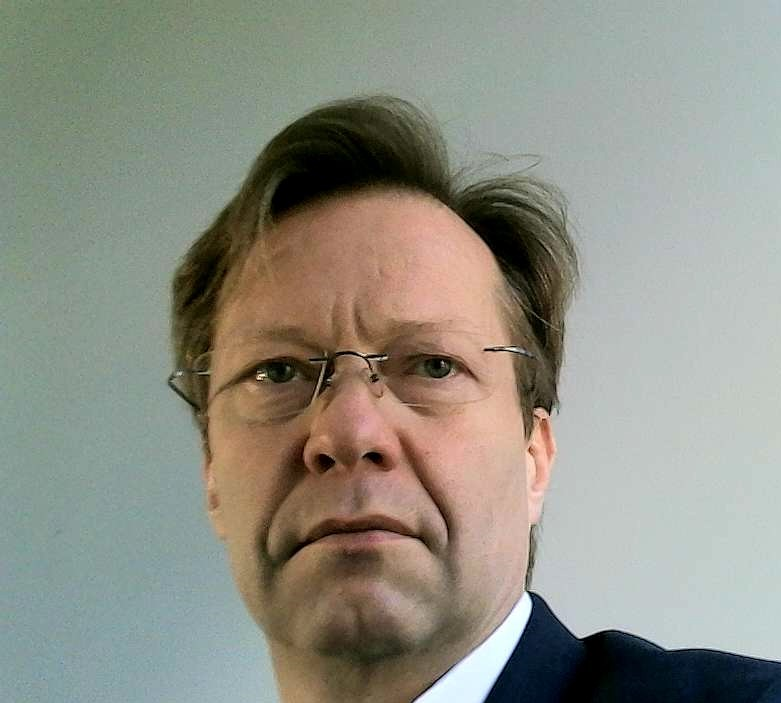
Robert Seegmüller (* 1969)

- Seegrün, Wolfgang (1934–2024), deutscher Historiker und Theologe
- Seeguth-Stanisławski, Albrecht Siegmund von (1688–1768), kursächsischer Minister
- Seegy, Friedrich (1909–1990), deutscher Architekt und Baubeamter
- Seegy, Otto (1859–1939), deutscher Architekt und Baubeamter
- Seegy, Paul (1891–1975), deutscher Architekt und Oberbaurat

### Seeh
- Seeh, Hansjörg (* 1937), deutscher Kommunalpolitiker (SPD)
- Seehafer, James, US-amerikanischer Maler und Multimediakünstler
- Seehafer, Klaus (1947–2016), deutscher Autor und Herausgeber
- Seehafer, Reinhard (* 1958), deutscher Dirigent, Komponist und Pianist
- Seehapant, Somkuan (* 1946), thailändischer Radrennfahrer
- Seehars, Stefanie (* 1988), deutsche Fußballspielerin
- Seehas, Christian Ludwig (1753–1802), deutscher Maler, später Hofmaler der Herzöge von Mecklenburg
- Seehase, Bernd (* 1952), deutscher Handballspieler
- Seehase, Hans (1887–1974), deutscher Ingenieur und Erfinder
- Seehaus, Gertrud (1934–2021), deutsche Schriftstellerin
- Seehaus, Klaus-Dieter (1942–1996), deutscher Fußballspieler (DDR)
- Seehaus, Paul Adolf (1891–1919), deutscher expressionistischer Maler
- Seehausen, Karl-Reinhard (* 1943), deutscher Architekt, Denkmalschützer und Fachautor für Bauordnung und Baugenehmigungsverfahren
- Seehausen, Louis (1749–1828), Advokat, Stadtsekretär und Abgeordneter im Fürstentum Waldeck
- Seehausen, Petrus († 1464), Rektor der Universität Leipzig
- Seeher, Jürgen (* 1953), deutscher Prähistoriker
- Seehof, Arthur (1892–1966), deutscher Verleger, Buchhändler und Autor
- Seehofer, Arsacius, deutscher reformatorischer Theologe
- Seehofer, Emma († 1912), deutsche Opernsängerin (Alt)
- Seehofer, Horst (* 1949), deutscher Politiker (CSU), MdB, MdL und Ministerpräsident BayernsHorst Seehofer (* 1949)

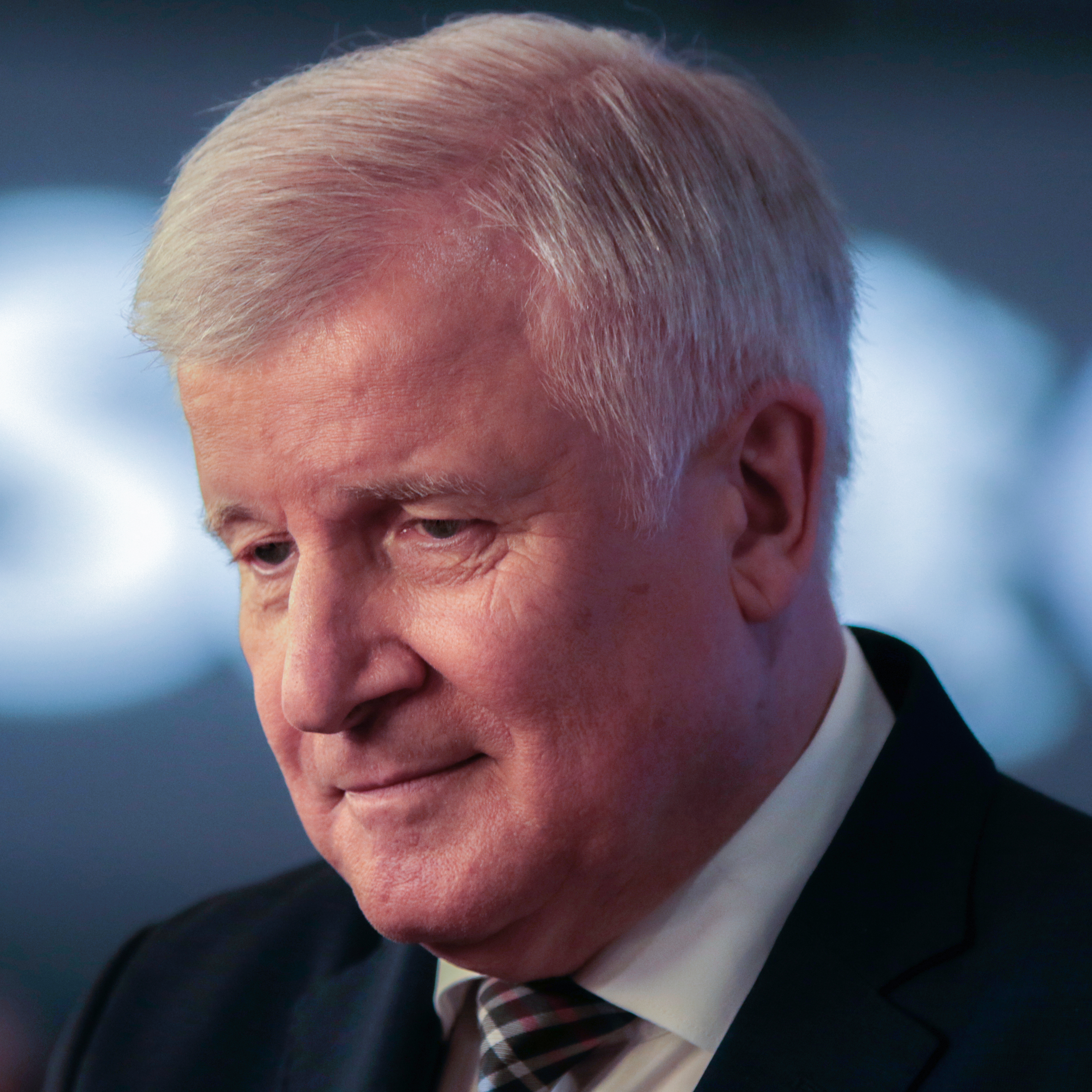
Horst Seehofer (* 1949)

- Seehofer, Johann (* 1859), deutscher Gewerkschaftsbeamter
- Seehofer, Josef (1896–1982), deutscher römisch-katholischer Pfarrer und Heimatforscher
- Seehofer, Karin (* 1958), zweite Ehefrau des bayerischen Ministerpräsidenten Horst Seehofer
- Seehofer, Rosemarie (* 1934), deutsche Schauspielerin und Hörspielsprecherin
- Seehofer, Therese (1846–1936), österreichisch-deutsche Opernsängerin (Sopran)
- Seehorn, Rhea (* 1972), US-amerikanische Schauspielerin
- Seehuber, Andreas (1929–2024), deutscher Politiker (CSU), MdL
- Seehusen, Silke (* 1953), deutsche Informatikerin, Hochschullehrerin

### Seei
- Seeiso Griffith (1905–1940), lesothischer Chief, Oberhaupt der Basotho

### Seek
- Seekamp, Rolf (1921–2015), deutscher Fußballschiedsrichter
- Seekatz, Georg Christian (1722–1788), deutscher Maler
- Seekatz, Georg Friedrich Christian (1683–1750), deutscher Maler des Barock
- Seekatz, Johann Conrad (1719–1768), deutscher Maler
- Seekatz, Johann Ludwig (1711–1783), deutscher Maler der Barockzeit
- Seekatz, Johann Martin (1680–1729), deutscher Maler
- Seekatz, Ralf (* 1972), deutscher Politiker (CDU), MdLRalf Seekatz (* 1972)

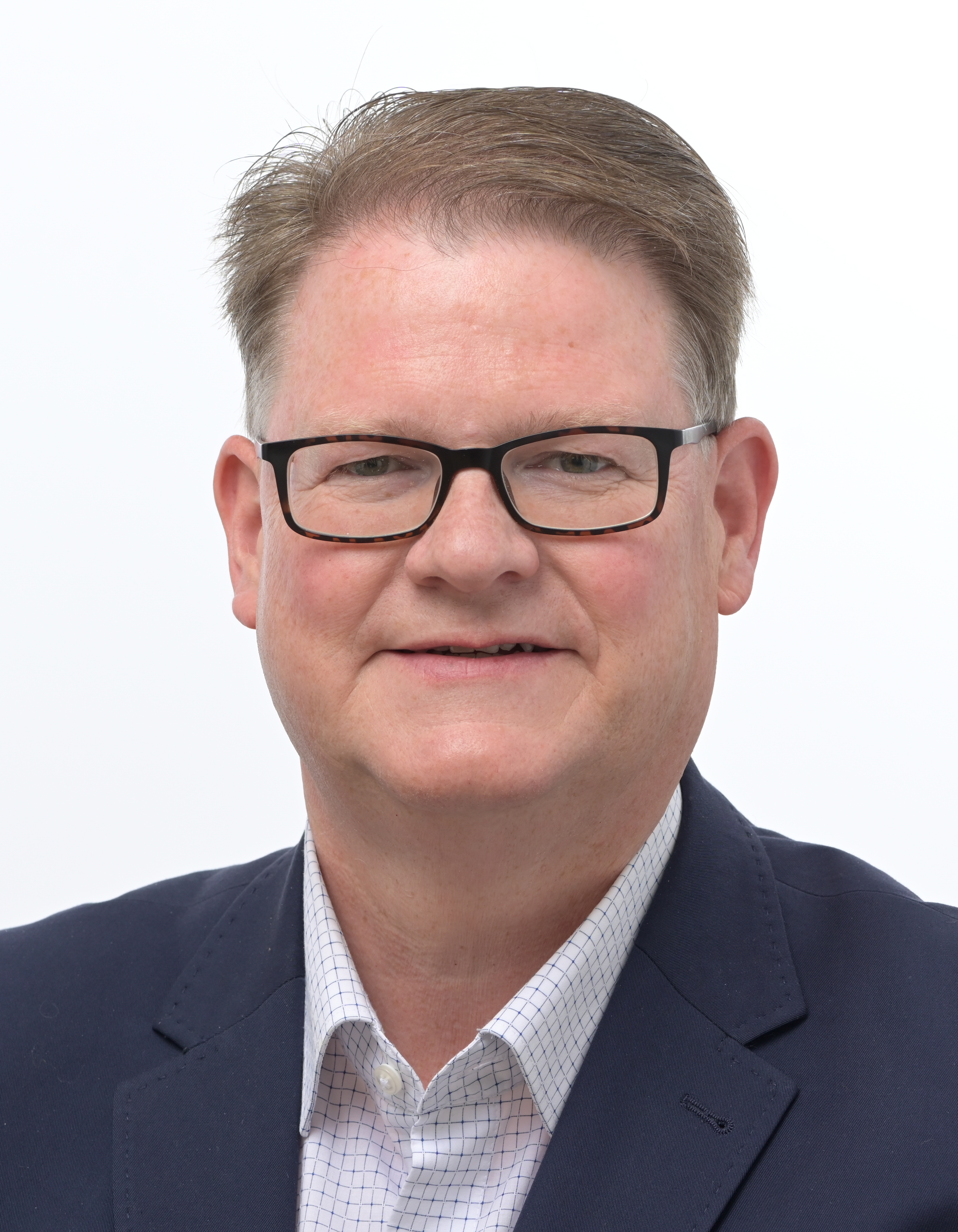
Ralf Seekatz (* 1972)

- Seekel, Friedrich (1910–1960), deutscher SS-Sturmbannführer und Führer des Sonderkommandos 1005-Mitte
- Seeket Madputeh (* 1989), thailändischer Fußballspieler
- Seekirchner, Albert (1856–1921), bayerischer Generalleutnant

### Seel
- Seel, Adolf (1829–1907), deutscher Maler
- Seel, Andrea (* 1962), österreichischer Pädagoge und Hochschullehrer
- Seel, Ceri (* 1968), walisischer Schauspieler
- Seel, Christian (* 1971), deutscher Jurist und politischer Beamter
- Seel, Christian (* 1983), deutscher Schachspieler
- Seel, Christian August von (1814–1883), preußischer Generalmajor
- Seel, Daniel N. (* 1970), deutscher Pianist und Komponist
- Seel, Daniela (* 1974), deutsche Lyrikerin, Übersetzerin, Herausgeberin und Verlegerin
- Seel, Eddy (* 1970), belgischer Supermoto-Fahrer
- Seel, Fritz (1915–1987), deutscher Chemiker
- Seel, Gerhard (* 1940), deutscher Philosoph
- Seel, Hanns (1876–1941), deutscher Jurist und Abteilungsleiter im Reichsinnenministerium
- Seel, Hans (1898–1961), deutscher Pharmakologe und Hochschullehrer
- Seel, Helmut (1933–2021), österreichischer Hochschullehrer und Politiker (SPÖ), Abgeordneter zum Nationalrat
- Seel, Johann Richard (1819–1875), deutscher Maler, Grafiker und Karikaturist
- Seel, Louis (1881–1958), deutscher Maler
- Seel, Ludwig Richard (1854–1922), deutscher Architekt
- Seel, Manfred (1946–2014), deutscher mutmaßlicher Sexualmörder
- Seel, Martin (* 1954), deutscher PhilosophMartin Seel (* 1954)

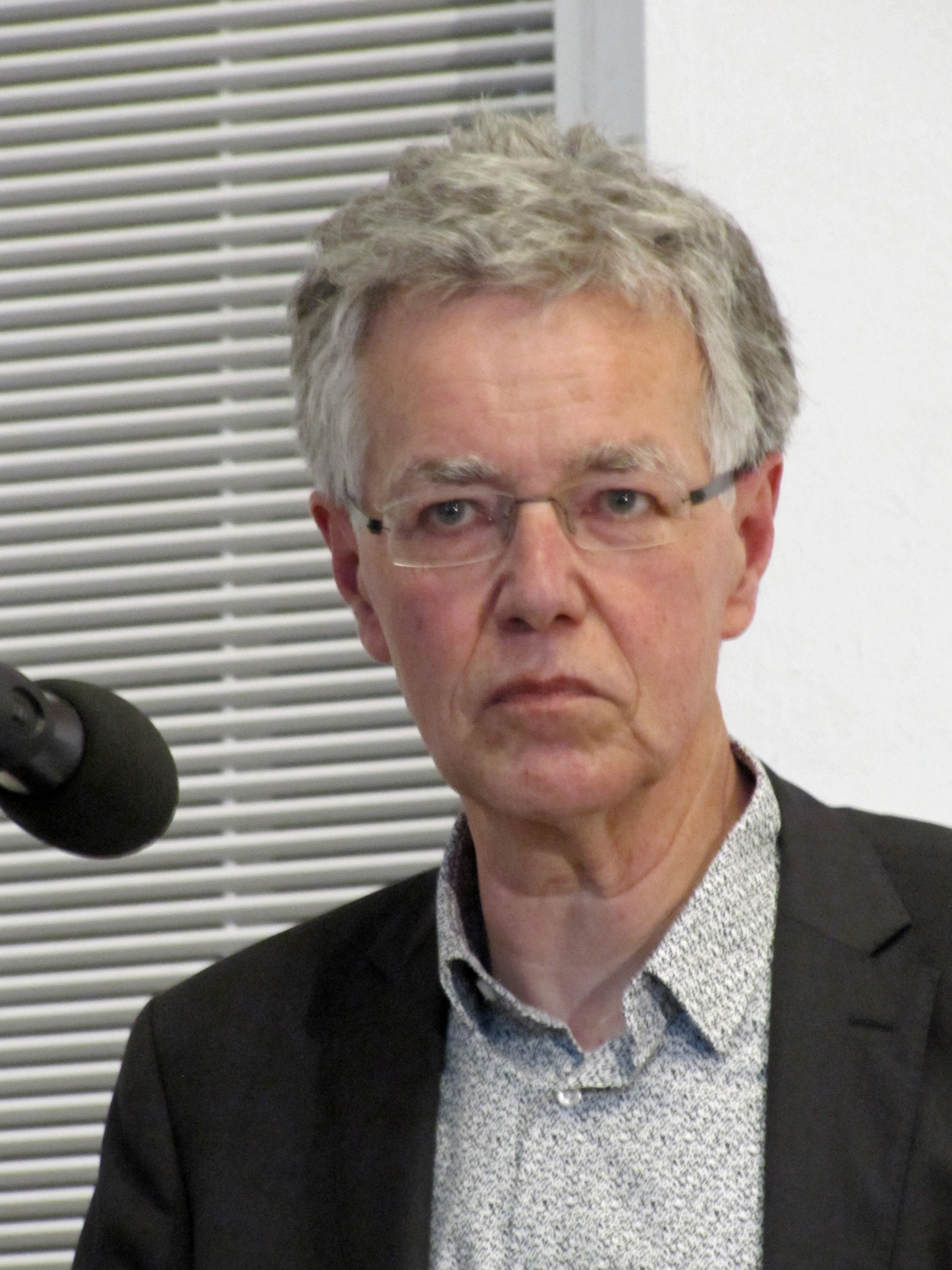
Martin Seel (* 1954)

- Seel, Norbert M. (* 1947), emeritierter Erziehungswissenschaftler
- Seel, Otto (1907–1975), deutscher Altphilologe
- Seel, Pierre (1923–2005), französischer KZ-ÜberlebenderPierre Seel (1923–2005)

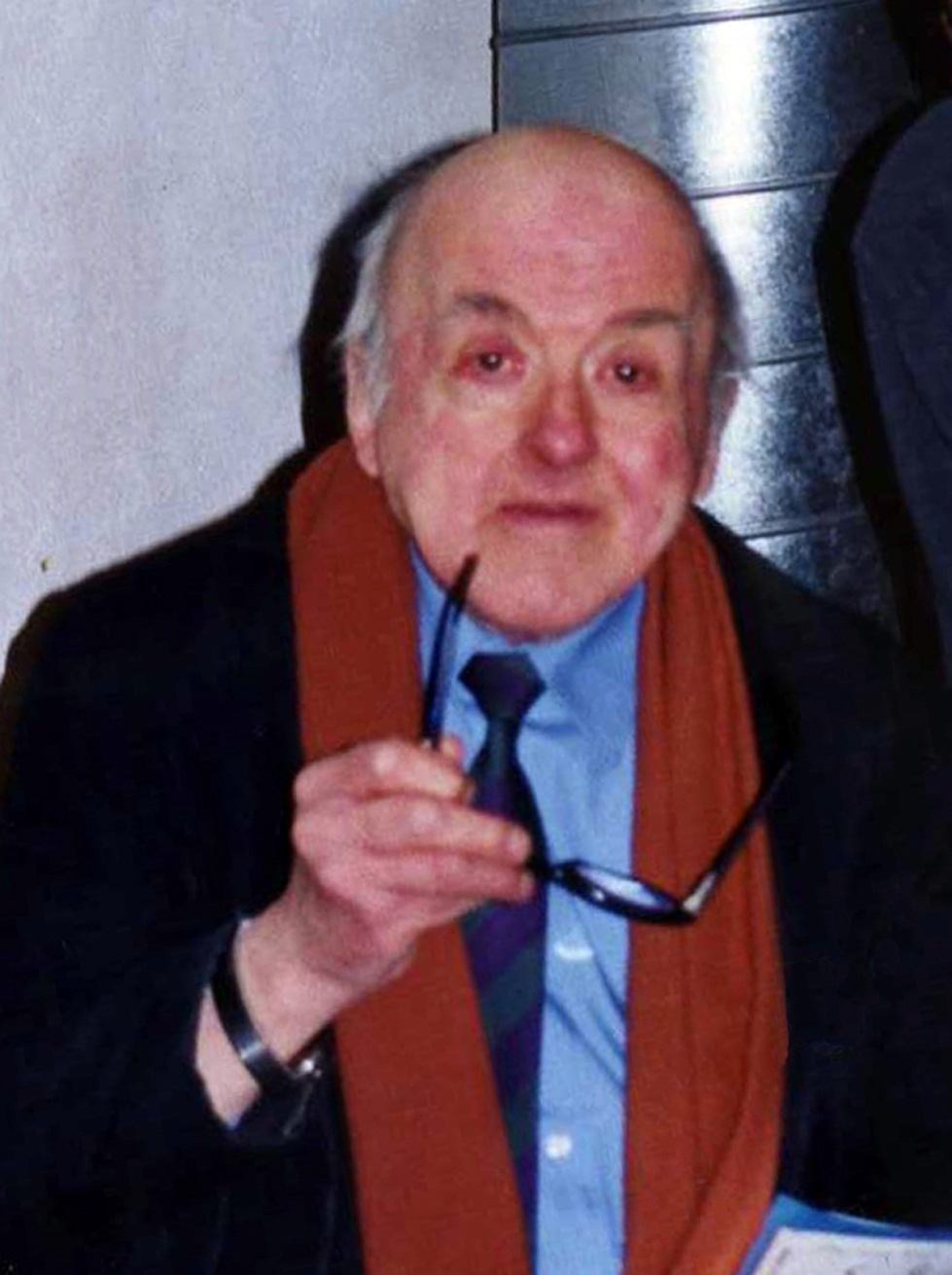
Pierre Seel (1923–2005)

- Seel, Rolf (* 1953), deutscher Politiker (CDU), MdL
- Seel, Wilhelm (1816–1875), deutscher Bergingenieur und Bergbau-Manager
- Seel, Wilhelm (1866–1921), Landtagsabgeordneter Volksstaat Hessen
- Seel, Wolfgang (1915–2008), deutscher Jurist und Beamter, erster Universitätskanzler der RUB
- Seel, Wolfgang (* 1948), deutscher Fußballspieler
- Seela, Frank (1939–2024), deutscher Chemiker
- Seela, Reyk (* 1964), deutscher Politiker (CDU), MdL
- Seeland, Christina (* 1973), deutsche Regisseurin
- Seeland, Ferdinand (1821–1901), österreichischer Montanist, Naturforscher und Politiker, Landtagsabgeordneter
- Seeland, Hermann (1868–1954), deutscher katholischer Historiker und Heimatforscher
- Seeland, Ute (* 1967), deutsche Internistin und Gendermedizinerin
- Seeländer, Joachim (* 1924), deutscher LDPD-Funktionär, MdL
- Seeländer, Nikolaus (1682–1744), deutscher Kupferstecher, Numismatiker, Medailleur und Münzfälscher
- Seelaus, Markus (* 1987), österreichischer Fußballspieler
- Seelbach, Anni (1904–1989), deutsche Politikerin (CDU), MdL
- Seelbach, Dieter (* 1941), deutscher Romanist
- Seelbach, Horst (1938–2024), deutscher Betriebswirt und emeritierter Hochschullehrer (Universität Hamburg)
- Seelbach, Sabine (* 1960), deutsche germanistische Mediävistin und Frühneuzeit-Forscherin
- Seelbach, Theodor (1883–1958), deutscher Ordensgeistlicher, Salesianer Don Boscos
- Seelbach, Ulrich (* 1952), deutscher Germanist, Frühneuzeitforscher
- Seelbach, Ute (* 1941), deutsche Badmintonspielerin
- Seelbach, Walter (1900–1970), deutscher Politiker (CDU), MdL
- Seelbach-Göbel, Birgit (* 1954), deutsche Gynäkologin und Geburtshelferin
- Seeldraeyers, Kevin (* 1986), belgischer Radrennfahrer
- Seeldrayers, Émile (1847–1933), belgischer Lepidopterologe und Fußballfunktionär sowie Genremaler und Illustrator der Düsseldorfer Schule
- Seeldrayers, Rodolphe William (1876–1955), belgischer Fußballfunktionär und FIFA-Präsident
- Seele, Friedrich (1819–1859), deutscher Kaufmann, Unternehmer und Stadtrat
- Seele, Gertrud (1917–1945), deutsche Krankenschwester und Antifaschistin
- Seele, Ida (1825–1901), deutsche Kindergärtnerin des Fröbelkindergartens
- Seele, Johann Baptist (1774–1814), deutscher Maler und Grafiker
- Seele, Otto (1856–1935), deutscher Schlagzeuger, Komponist und Musikverleger
- Seele, Rainer (* 1960), deutscher Manager
- Seele, Sieglinde (1942–2024), deutsche Denkmalforscherin
- Seele, Walter (1924–2015), deutscher Geodät, Hochschullehrer
- Seeleke, Kurt (1912–2000), deutscher Kunsthistoriker und braunschweigischer und Berliner Landeskonservator
- Seelemann, Albert (1821–1890), preußischer Generalmajor
- Seelemann, Klaus (1915–1972), deutscher Pädiater und Hochschullehrer
- Seelemann, Sascha (* 1988), deutscher Hörfunkmoderator
- Seelemann, Ulrich (* 1951), deutscher Jurist, Konsistorialpräsident der Evangelischen Kirche Berlin-Brandenburg-Schlesisch-Oberlausitz
- Seelen, Johann Henrich von (1687–1762), deutscher Theologe und Pädagoge
- Seelen, Werner von (* 1936), deutscher Neuroinformatiker und Theoretischer Biologe
- Seelenbinder, Joshua (* 1990), deutscher Schauspieler
- Seelenbinder, Werner (1904–1944), deutscher RingerWerner Seelenbinder (1904–1944)

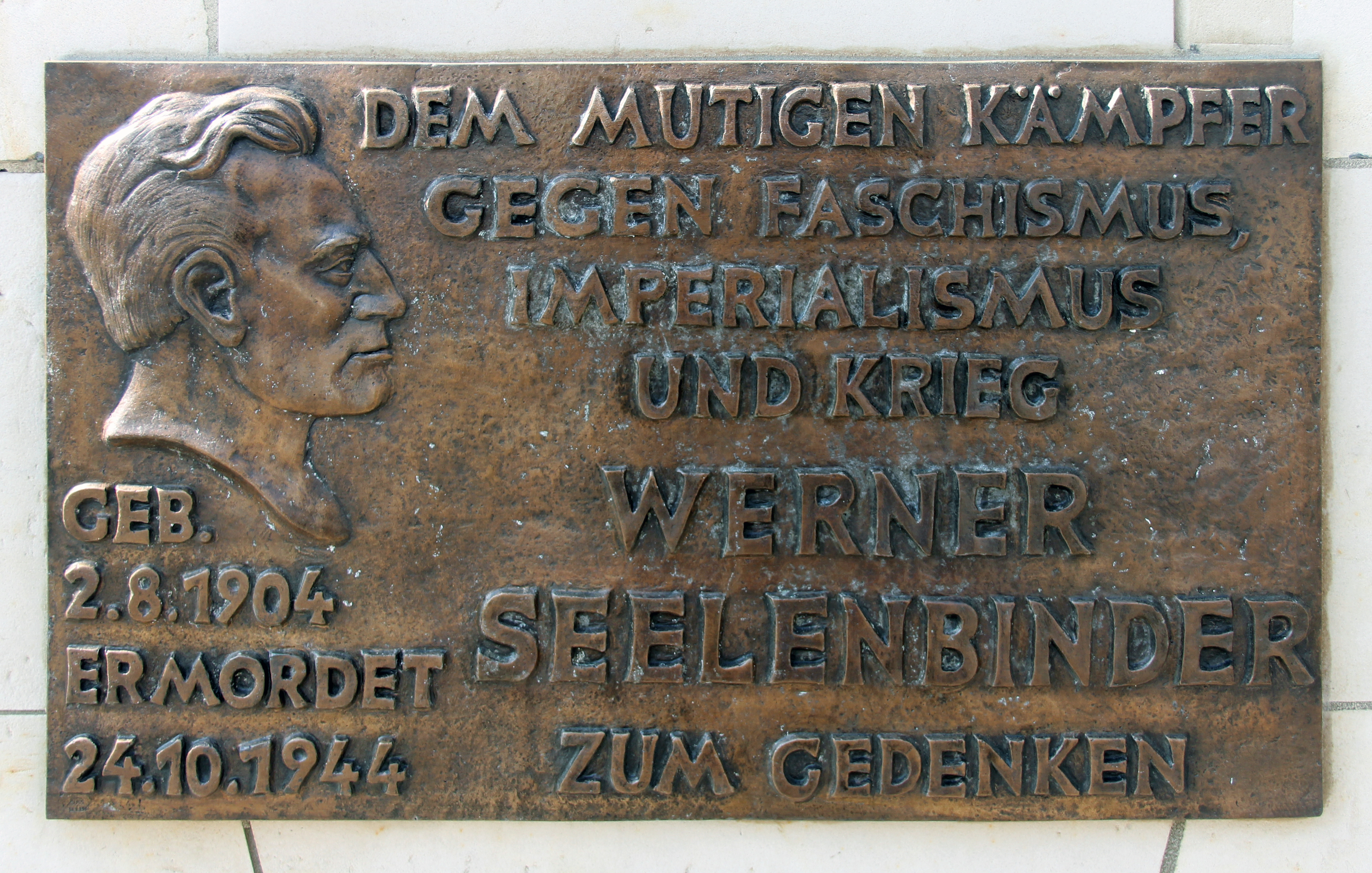
Werner Seelenbinder (1904–1944)

- Seelenluft (* 1971), Schweizer Musiker und Musikproduzent
- Seelenmutter von Küssnacht († 1577), Schweizer Frau, als Hexe hingerichtet
- Seelentag, Gunnar (* 1972), deutscher Althistoriker
- Seeler, Christian (* 1958), deutscher Schauspieler und Intendant
- Seeler, Dieter (1931–1979), deutscher Fußballspieler
- Seeler, Erwin (1910–1997), deutscher Fußballspieler
- Seeler, Georg (1895–1959), deutscher Politiker (SPD), MdL
- Seeler, Hans-Joachim (1930–2015), deutscher Politiker (SPD), MdHB, MdEP, Jurist und Autor
- Seeler, Ingrid (* 1928), deutsche Politikerin (SPD)
- Seeler, Joachim (* 1964), deutscher Politiker (parteilos, SPD), MdHB
- Seeler, Margarete (1909–1996), deutsche Emailkünstlerin, Goldschmiedin, Grafikerin, Malerin und Autorin
- Seeler, Moriz (* 1896), deutscher Theaterleiter
- Seeler, Nick (* 1993), US-amerikanischer Eishockeyspieler
- Seeler, Silva (* 1951), deutsche Politikerin (SPD), MdL
- Seeler, Uwe (1936–2022), deutscher Fußballspieler und ManagerUwe Seeler (1936–2022)

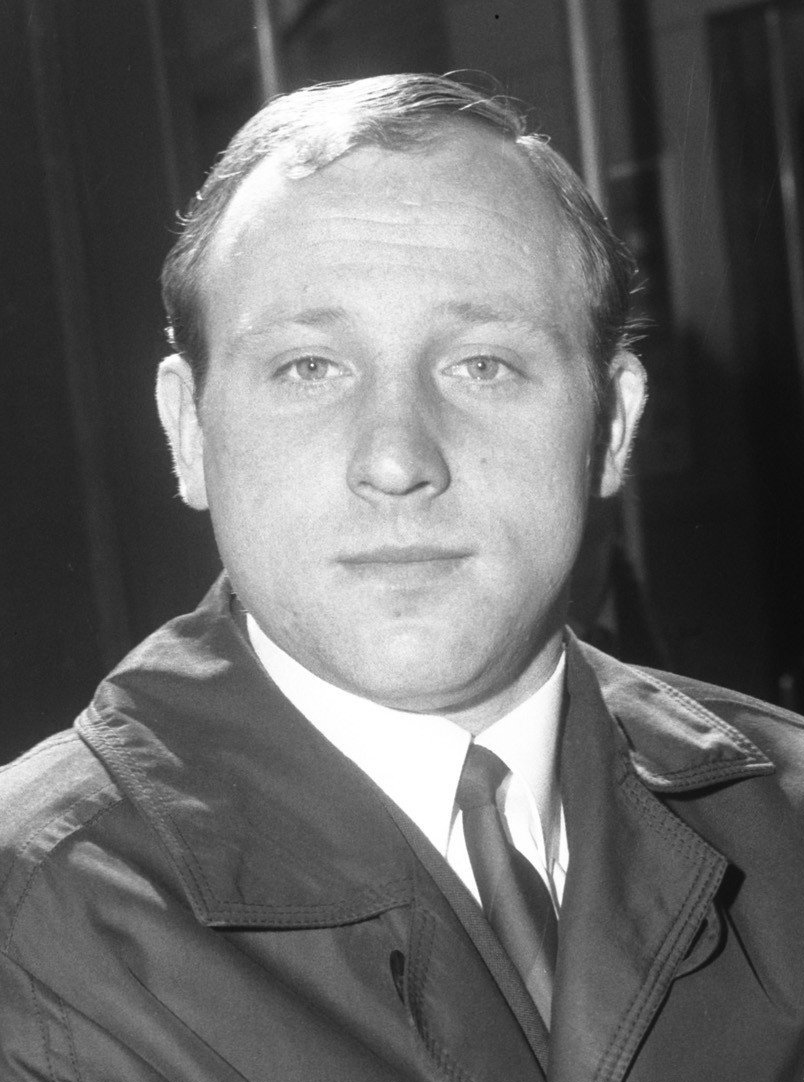
Uwe Seeler (1936–2022)

- Seeler, Walter (1929–1996), deutscher Journalist und Sanierungsbeauftragter für Altona
- Seeler, Wilhelm von (1861–1925), deutschbaltischer Jurist und Professor
- Seeley, Alastair (* 1979), englischer Motorradrennfahrer
- Seeley, Colin (1936–2020), britischer Motorradrennfahrer und Konstrukteur von Motorrädern
- Seeley, Drew (* 1982), kanadischer Schauspieler und SängerDrew Seeley (* 1982)
- Seeley, Eileen (* 1959), Schauspielerin

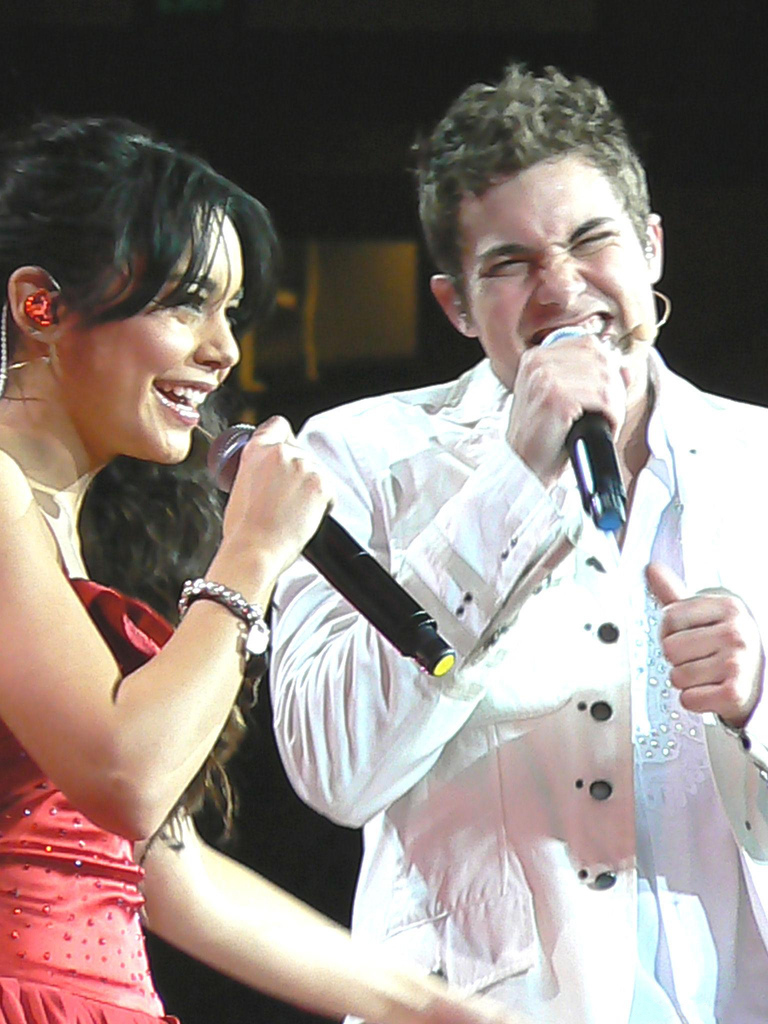
Drew Seeley (* 1982)

- Seeley, Elias P. (1791–1846), US-amerikanischer Politiker
- Seeley, Harry Govier (1839–1909), britischer Paläontologe
- Seeley, John E. (1810–1875), US-amerikanischer Jurist und Politiker
- Seeley, John Robert (1834–1895), britischer Historiker und Essayist
- Seeley, Martin (* 1954), britischer anglikanischer Theologe
- Seeley, Richard (* 1979), kanadischer Eishockeyspieler
- Seeley, Robert T. (1932–2016), US-amerikanischer Mathematiker
- Seeley, Thomas Dyer (* 1952), US-amerikanischer Biologe und Hochschullehrer
- Seelheim, Heinrich (1884–1964), deutscher Geograph und Diplomat
- Seelheim, Rolf (* 1950), deutscher Journalist
- Seelhoff, Frank (* 1963), deutscher Diplom-Verwaltungswirt (FH) und Schauspieler
- Seelhorst, Conrad von (1853–1930), deutscher Agrarwissenschaftler
- Seelhorst, Ferdinand von (1805–1887), preußischer Generalleutnant
- Seelhorst, Gisela (1919–2013), deutsche Autorin
- Seelhorst, Just Friedrich von (1770–1857), deutscher Beamter
- Seelhorst, Rudolf von (1700–1779), preußischer Generalmajor, Chef des Kürassierregiments „von Vasold“
- Seelhorst, Rudolf von (1833–1901), preußischer Generalmajor
- Seeli, Hieronimus (1838–1912), erster Glarner Kantonsoberförster
- Seelig Bass, Warner (1908–1988), deutsch-US-amerikanischer Musiker
- Seelig, Carl (1894–1962), Schweizer Schriftsteller und MäzenCarl Seelig (1894–1962)

Carl Seelig (1894–1962)

- Seelig, Erich (1909–1984), deutsch-jüdischer Boxer
- Seelig, Ernst (1895–1955), österreichischer Jurist und Kriminologe
- Seelig, Eva Emmelina (1858–1930), niederländische Malerin, Aquarellistin und Zeichnerin
- Seelig, Geert (1864–1934), deutscher Jurist und Autor
- Seelig, Heinz (1909–1992), deutsch-israelischer Maler und Innenarchitekt
- Seelig, Joachim (1942–2024), deutscher Physikochemiker und Spezialist für NMR-Spektroskopie
- Seelig, Johann (1787–1861), nassauischer Politiker
- Seelig, Lorenz (* 1943), deutscher Kunsthistoriker
- Seelig, Marion (1953–2013), deutsche Politikerin (Die Linke), MdA
- Seelig, Matthias (* 1949), deutscher Drehbuchautor und Filmproduzent
- Seelig, Natali (* 1970), deutsche SchauspielerinNatali Seelig (* 1970)

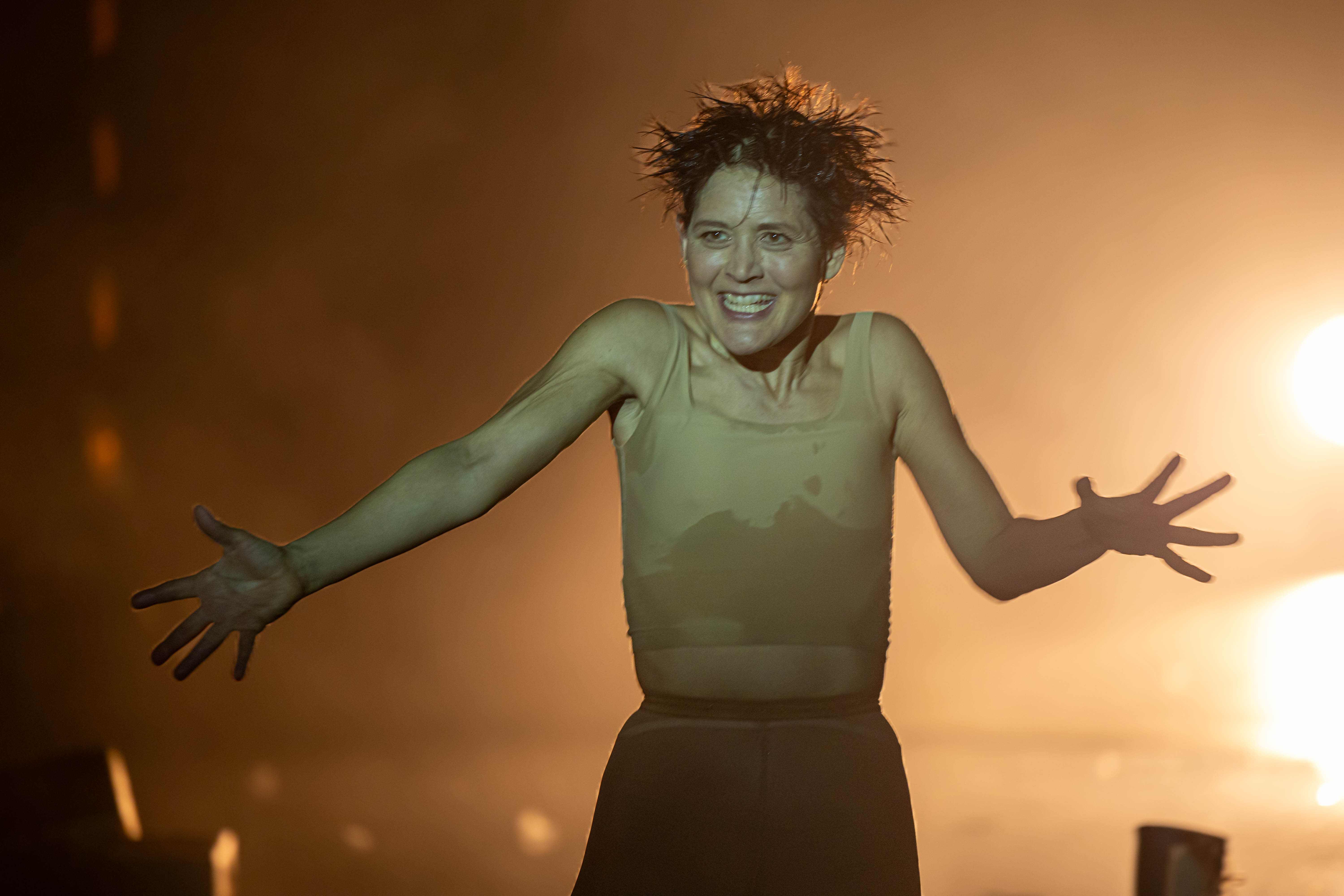
Natali Seelig (* 1970)

- Seelig, Renate (1938–2018), deutsche Illustratorin
- Seelig, Tina, US-amerikanische Wirtschaftsingenieurin
- Seelig, Wilhelm (1821–1906), deutscher Staatswissenschaftler und Politiker (DFP), MdR
- Seelig-Löffler, Anna (* 1944), Schweizer Biochemikerin und Strukturbiologin
- Seelige, Heinrich (1872–1937), deutscher Bildhauer
- Seeliger, Alfred (1867–1938), deutscher Mediziner, Herausgeber und Schriftleiter
- Seeliger, Arthur (1870–1938), deutscher Jurist und Diplomat
- Seeliger, Dieter (1939–2023), deutscher Physiker
- Seeliger, Ewald Gerhard (1877–1959), deutscher Autor
- Seeliger, Gerhard (1860–1921), deutscher Historiker
- Seeliger, Giora (* 1953), israelischer Schauspieler, Regisseur und Theaterlehrer
- Seeliger, Günter (1906–1966), deutscher Diplomat
- Seeliger, Hans Reinhard (* 1950), deutscher Kirchenhistoriker
- Seeliger, Heinrich (1907–1995), deutscher Offizier, Leiter des Militärischen Abschirmdienstes
- Seeliger, Heinz (1920–1997), deutscher Hygieniker, Bakteriologe und Mykologe
- Seeliger, Hugo von (1849–1924), deutscher Astronom
- Seeliger, Jacob Lee (* 2006), deutscher Schauspieler
- Seeliger, Jon (* 1995), südafrikanischer Sprinter
- Seeliger, Julia (* 1979), deutsche Journalistin und Politikerin (SPD, ehemals Bündnis 90/Die Grünen)Julia Seeliger (* 1979)

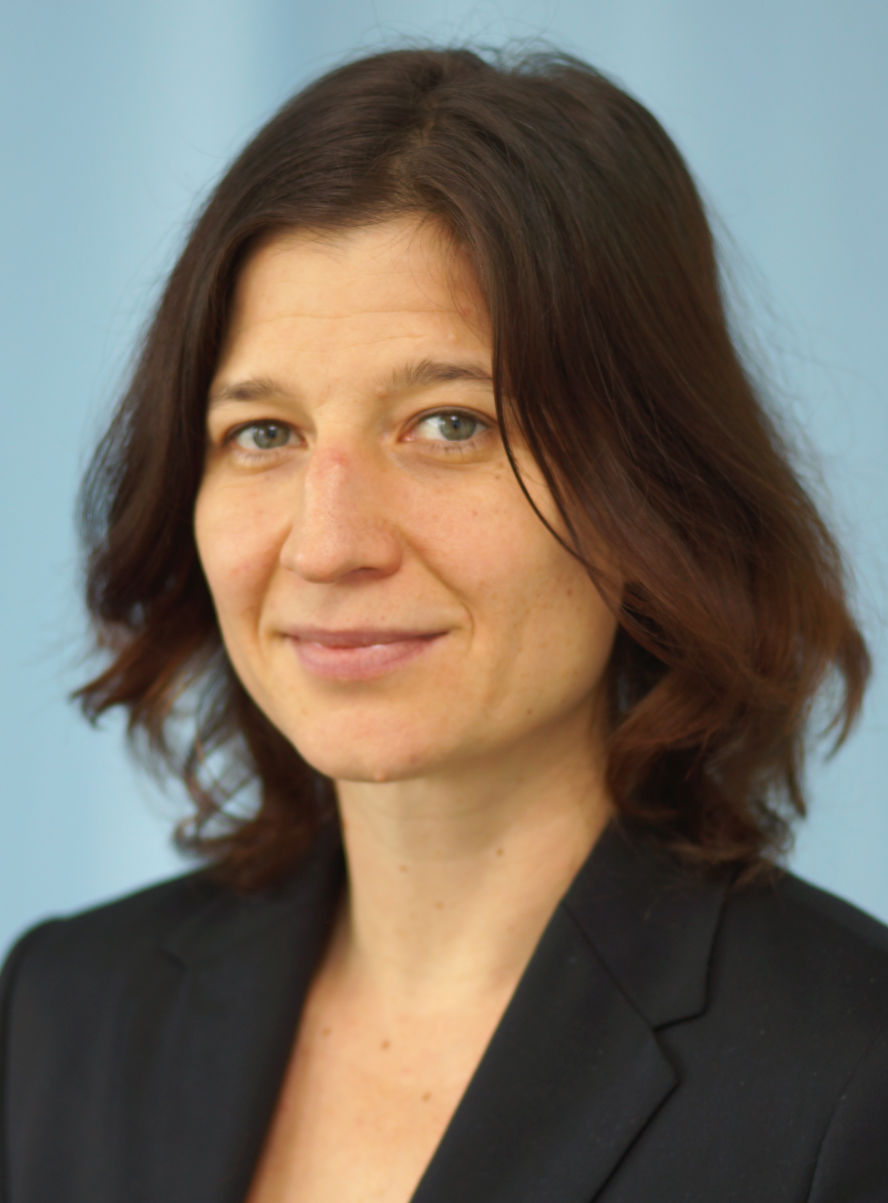
Julia Seeliger (* 1979)

- Seeliger, Karl (1890–1970), deutscher Unternehmer und Verbandsfunktionär der Druck- und Papierindustrie
- Seeliger, Konrad (1852–1929), deutscher Altphilologe und Gymnasiallehrer
- Seeliger, Kurt Bruno (1895–1968), deutscher Architekt und Baubeamter
- Seeliger, Martin (* 1984), deutscher Soziologe und Autor
- Seeliger, Renate (1922–2008), österreichische Schriftstellerin und Lyrikerin
- Seeliger, Robert (* 1966), kanadischer Schauspieler
- Seeliger, Rudi (1923–1983), österreichischer Eiskunstläufer
- Seeliger, Rudolf (1886–1965), deutscher Physiker
- Seeliger, Sven (* 1972), deutscher Rallycross-Fahrer
- Seeliger, Thomas (* 1966), deutscher Fußballspieler
- Seeliger, Wolfgang (* 1935), deutscher Politiker
- Seeliger, Wolfgang (* 1946), deutscher Dirigent und Chorleiter
- Seeliger-Crumbiegel, Marlies (1946–2012), deutsche Künstlerin, Kunstlehrerin, -vermittlerin und Galeristin
- Seeliger-Zeiss, Anneliese (1936–2017), deutsche Kunsthistorikerin und Epigraphikerin
- Seeligmann, Chaim (1912–2009), israelisch-deutscher Pädagoge und Historiker
- Seeligmann, Isac Leo (1907–1982), israelischer Bibelwissenschaftler und Hochschullehrer
- Seeligmann, Sigmund (1873–1940), deutsch-niederländischer Gelehrter des Judentums
- Seeligmüller, Adolph (1837–1912), deutscher Neurologe
- Seeligmüller, Dorothea (1876–1951), deutsche Kunstgewerblerin und Lehrerin an der Kunstgewerbeschule Weimar
- Seeling, Anton († 1745), böhmischer Unternehmer, Blaufarbenwerksbesitzer, Stadtrichter und Ratsherr
- Seeling, Anton (1743–1822), österreichischer Bergbeamter und Mineraloge
- Seeling, August (1906–1998), deutscher Politiker (SPD), Duisburger Oberbürgermeister (1948–1969)
- Seeling, Ellen (1950–2025), US-amerikanische Jazzmusikerin
- Seeling, Hartmut (1940–2019), deutscher Maler, Grafiker, Bildhauer, Galerist und Kunsterzieher
- Seeling, Heinrich (1852–1932), deutscher ArchitektHeinrich Seeling (1852–1932)

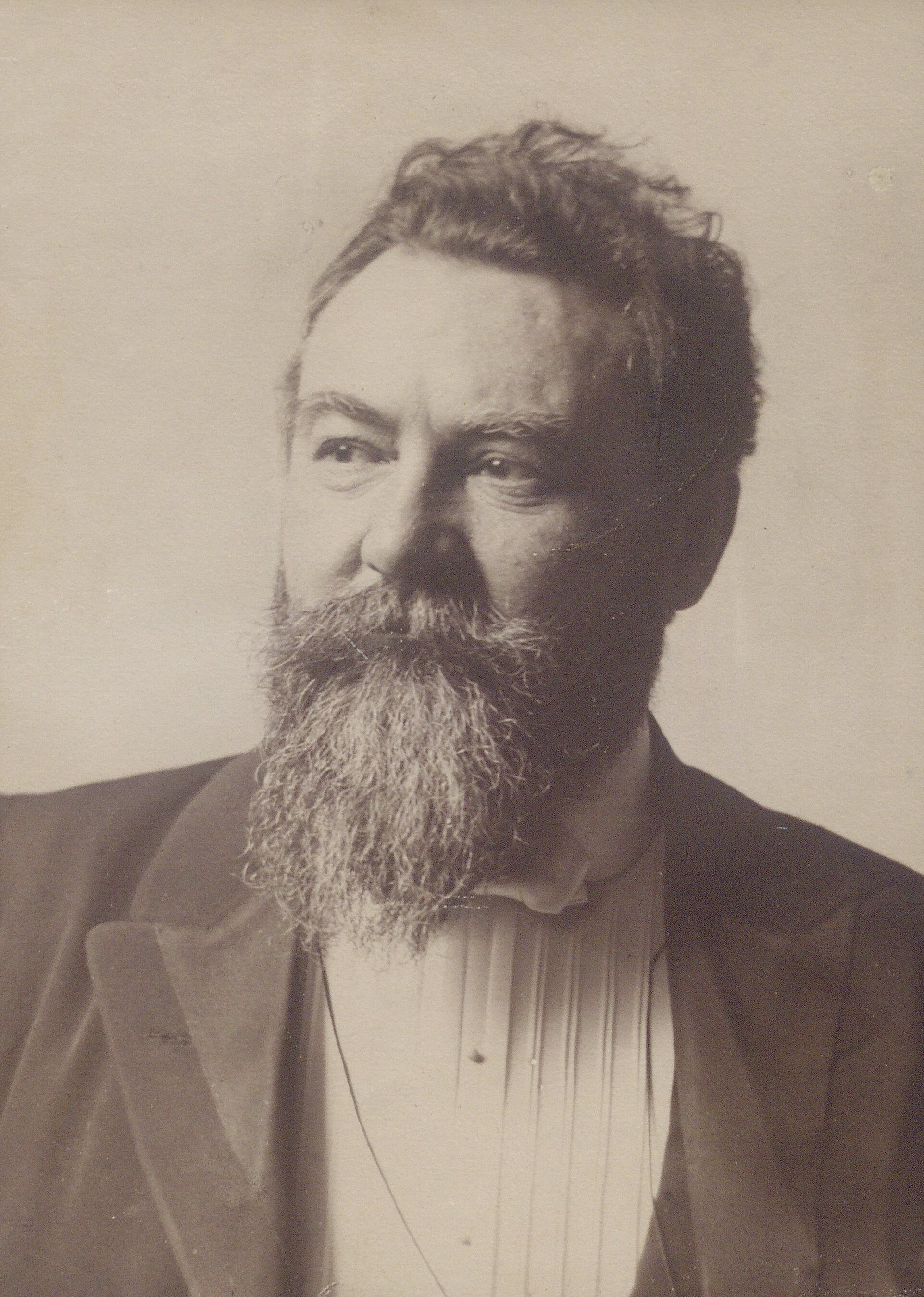
Heinrich Seeling (1852–1932)

- Seeling, Jacob (1568–1627), deutscher Zehntner sowie sächsischer und böhmischer Hammerwerksbesitzer
- Seeling, Karl (1795–1860), preußischer Generalmajor
- Seeling, Michael (* 1958), deutscher Bildhauer
- Seeling, Otto (1891–1955), deutscher Industrieller und Verbandspolitiker
- Seeling, Paul Wenzel († 1693), böhmischer Waldbereiter, Stadtrichter, Münzamtsverwalter und Bergmeister
- Seeling, Sandra (* 1983), deutsche Schauspielerin
- Seelinger, Adam (1848–1919), Landtagsabgeordneter Großherzogtum Hessen
- Seelinger, Anette (* 1958), deutsche Künstlerin und Pädagogin
- Seelkopf, Laura (* 1982), deutsche Politikwissenschaftlerin und Hochschullehrerin
- Seelmaecker, Richard (* 1973), deutscher Politiker (CDU), MdHB
- Seelmann, Albert (1852–1919), deutscher Jurist
- Seelmann, Hans-Dieter (* 1952), deutscher Fußballspieler
- Seelmann, Kurt (1900–1987), deutscher Pädagoge, Psychotherapeut, Erziehungsberater und Vertreter der Individualpsychologie
- Seelmann, Kurt (1937–2023), deutscher Bauunternehmer und Senator (Bayern)
- Seelmann, Kurt (* 1947), deutscher Rechtsphilosoph und Strafrechtler
- Seelmann, Otto (1828–1909), deutscher Landschaftsmaler
- Seelmann, Peter Theodor (1656–1730), ungarisch-deutscher lutherischer Theologe
- Seelmann, Ruth (1914–2010), deutsche Schriftstellerin
- Seelmann, Wilhelm (1849–1940), deutscher Bibliothekar, Philologe und Germanist
- Seelmann-Eggebert, Emil (1859–1915), deutscher Bibliothekar, Philologe und Romanist
- Seelmann-Eggebert, Erich (1874–1937), deutscher Jurist, Manager, Autor und Politiker (DNVP), MdL
- Seelmann-Eggebert, Rolf (* 1937), deutscher Fernsehjournalist und Adelsexperte
- Seelmann-Eggebert, Walter (1915–1988), deutscher Radiochemiker
- Seelmann-Eggebert, Walther R. (1880–1962), deutscher Jurist
- Seelmann-Holzmann, Hanne (* 1956), deutsche Soziologin und Unternehmensberaterin
- Seelmatter, Johann Caspar (1644–1715), Schweizer evangelischer Geistlicher und Hochschullehrer
- Seelos, Ambros (1935–2015), deutscher Saxophonist, Klarinettist, Bandleader und Arrangeur
- Seelos, Franz Xaver (1819–1867), deutscher Ordensgeistlicher, Missionar und Seliger
- Seelos, Gebhard (1901–1984), deutscher Diplomat und Politiker (BP), MdB
- Seelos, Gottfried (1829–1900), österreichischer Maler
- Seelos, Hans-Jürgen (1953–2013), deutscher Medizinmanager und Medizininformatiker
- Seelos, Ignaz (1827–1902), österreichischer Maler
- Seelos, Johann (1914–1945), österreichischer Skirennläufer
- Seelos, Toni (1911–2006), österreichischer Skirennläufer und Skitrainer
- Seelow, Dieter (1939–2009), deutscher Jazzmusiker
- Seelow, Hubert (* 1948), deutscher Skandinavist und Übersetzer
- Seelstrang, Johann Albrecht von (* 1690), preußischer Landesdeputierter und Landrat
- Seely, David, 4. Baron Mottistone (1920–2011), britischer Politiker (Conservative Party) und Peer
- Seely, J. E. B., 1. Baron Mottistone (1868–1947), britischer Politiker (Liberal Party), Mitglied des House of Commons und Peer
- Seely, Jeannie (1940–2025), US-amerikanische Country-Sängerin und Songschreiberin
- Seely, Tim (1935–2024), britischer Film- und Theaterschauspieler
- Seely-Brown, Horace (1908–1982), US-amerikanischer Politiker
- Seelye, Julius Hawley (1824–1895), US-amerikanischer Politiker

### Seem
- Seema (* 2001), indische Leichtathletin
- Seeman, Enoch, Maler
- Seeman, Jerry (1936–2013), US-amerikanischer Schiedsrichter im American Football
- Seeman, John (* 1950), US-amerikanischer Physiker
- Seeman, Melvin (1918–2020), US-amerikanischer Sozialpsychologe und Hochschullehrer
- Seeman, Nadrian C (1945–2021), US-amerikanischer Biochemiker
- Seeman, Oskar (* 1997), estnischer Schauspieler
- Seeman, Philip (1934–2021), kanadischer Neurowissenschaftler
- Seeman, Roxanne (* 1954), US-amerikanische Liedautorin und Musikproduzentin
- Seemann von Treuenwart, Wenzel (1794–1885), österreichischer Jurist und Generalauditor
- Seemann, Annemarie (* 1942), deutsche Badmintonspielerin
- Seemann, Annette (* 1959), deutsche Schriftstellerin und ÜbersetzerinAnnette Seemann (* 1959)

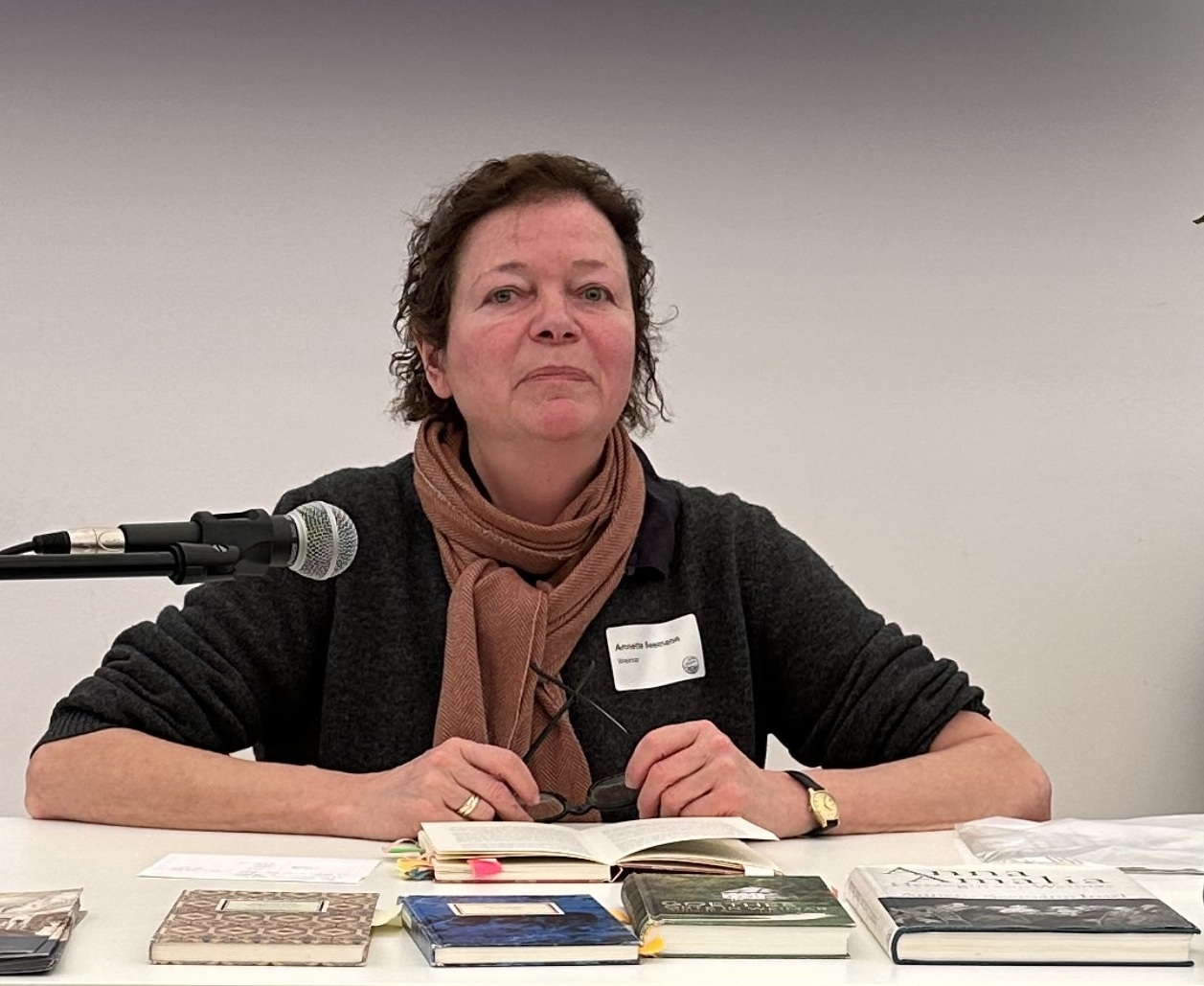
Annette Seemann (* 1959)

- Seemann, August (1872–1916), niederdeutscher Schriftsteller
- Seemann, Berthold (1825–1871), deutscher Reisender und Naturforscher
- Seemann, Birgit (* 1961), deutsche Sozial- und Politikwissenschaftlerin
- Seemann, Carl (1910–1983), deutscher Pianist
- Seemann, Dirc (* 1965), deutscher Fußballkommentator
- Seemann, Erich (1888–1966), deutscher Germanist und Volksliedforscher
- Seemann, Ernst Arthur (1829–1904), deutscher Verleger
- Seemann, Finn (1944–1985), norwegischer Fußballspieler
- Seemann, Franz (1887–1963), deutscher Filmarchitekt
- Seemann, Franz Wilhelm (1719–1775), deutscher lutherischer Pastor
- Seemann, Friedrich (1875–1960), deutscher Politiker (SPD), MdR
- Seemann, Friedrich (1906–1947), deutscher Jurist und Nationalsozialist
- Seemann, Fritz (1900–1942), tschechoslowakischer Journalist und Komponist
- Seemann, Gerolf (* 1940), deutscher Badmintonspieler
- Seemann, Gottfried (* 1940), deutscher Badmintonspieler
- Seemann, Gottfried Wilhelm (1793–1859), deutscher Musikdirektor, Militärmusiker, Klarinettist und Königlich Hannoverscher Hof- und Kammermusiker
- Seemann, Gotthold Samuel Abraham (1772–1835), preußischer Pädagoge und Verwaltungsbeamter
- Seemann, Hanne (* 1942), deutsche Psychologin und Sachbuchautorin
- Seemann, Heinrich, Domherr von Regensburg, Stifter des Klosters Seemannshausen
- Seemann, Heinrich (* 1935), deutscher Diplomat und Autor
- Seemann, Hellmut (* 1953), deutscher Kulturmanager
- Seemann, Horst (1937–2000), deutscher Filmregisseur, Schauspieler, Drehbuchautor und Komponist
- Seemann, Hugo (1856–1932), deutscher Aktivist der christlich-sozialen ländlichen Reformbewegung in Mecklenburg
- Seemann, Ilse (1934–2021), deutsche Schauspielerin, Hörspielsprecherin, Rundfunkmoderatorin und Autorin
- Seemann, Johannes (1812–1893), deutscher Gymnasiallehrer und Gymnasialdirektor in Westpreußen
- Seemann, Josef (1928–2018), deutscher Fußballspieler
- Seemann, Karl (1863–1934), deutscher Lehrer und Heimatforscher
- Seemann, Karl (1886–1943), deutscher Politiker (NSDAP), MdR
- Seemann, Karl-Henning (1934–2023), deutscher Bildhauer und ZeichnerKarl-Henning Seemann (1934–2023)

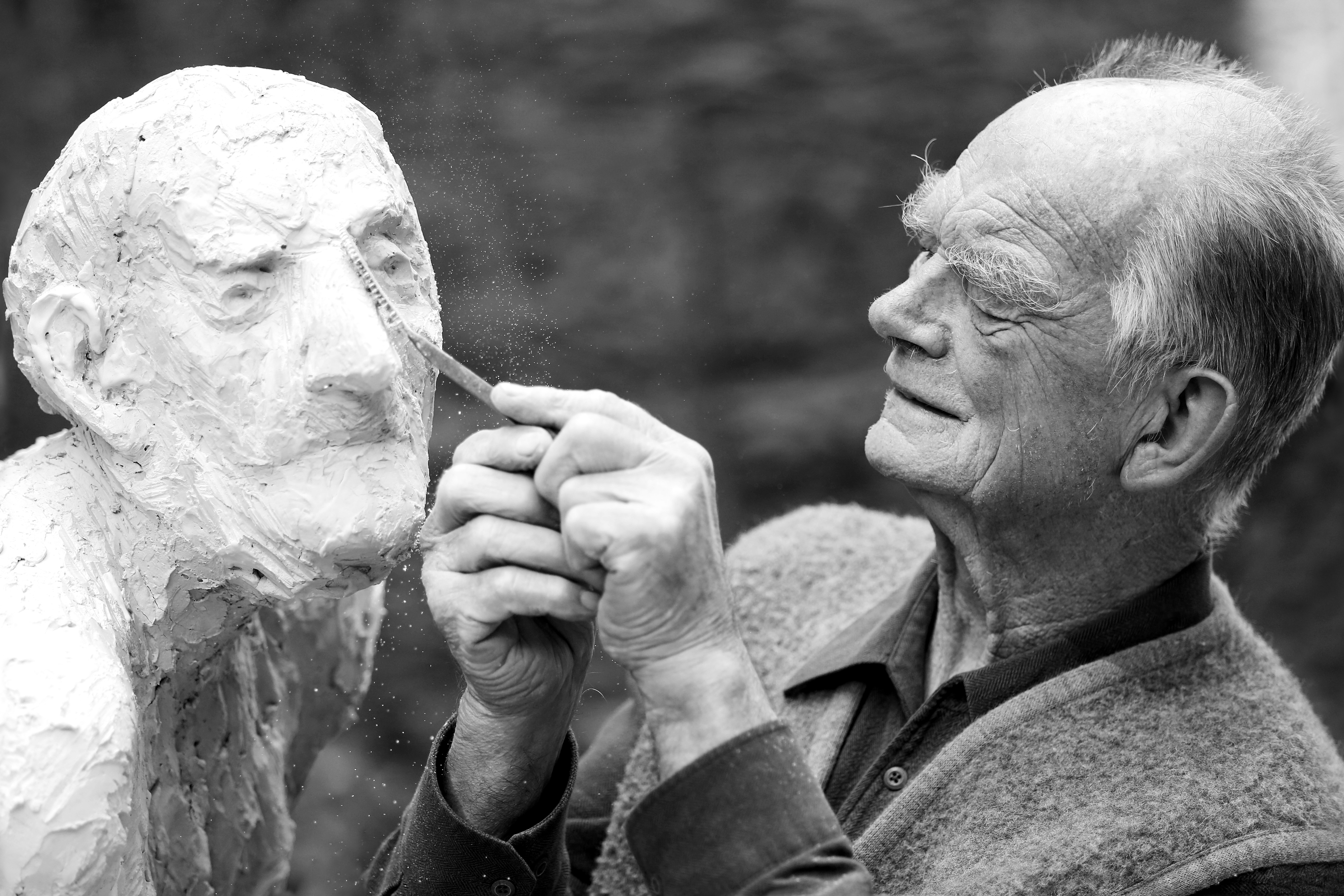
Karl-Henning Seemann (1934–2023)

- Seemann, Marc (* 1973), deutscher Fußballschiedsrichter
- Seemann, Margarete (1893–1949), österreichische Kinderbuchautorin
- Seemann, Margret (* 1961), deutsche Politikerin (SPD), MdL
- Seemann, Michael (* 1977), deutscher Kulturwissenschaftler, Sachbuchautor und JournalistMichael Seemann (* 1977)

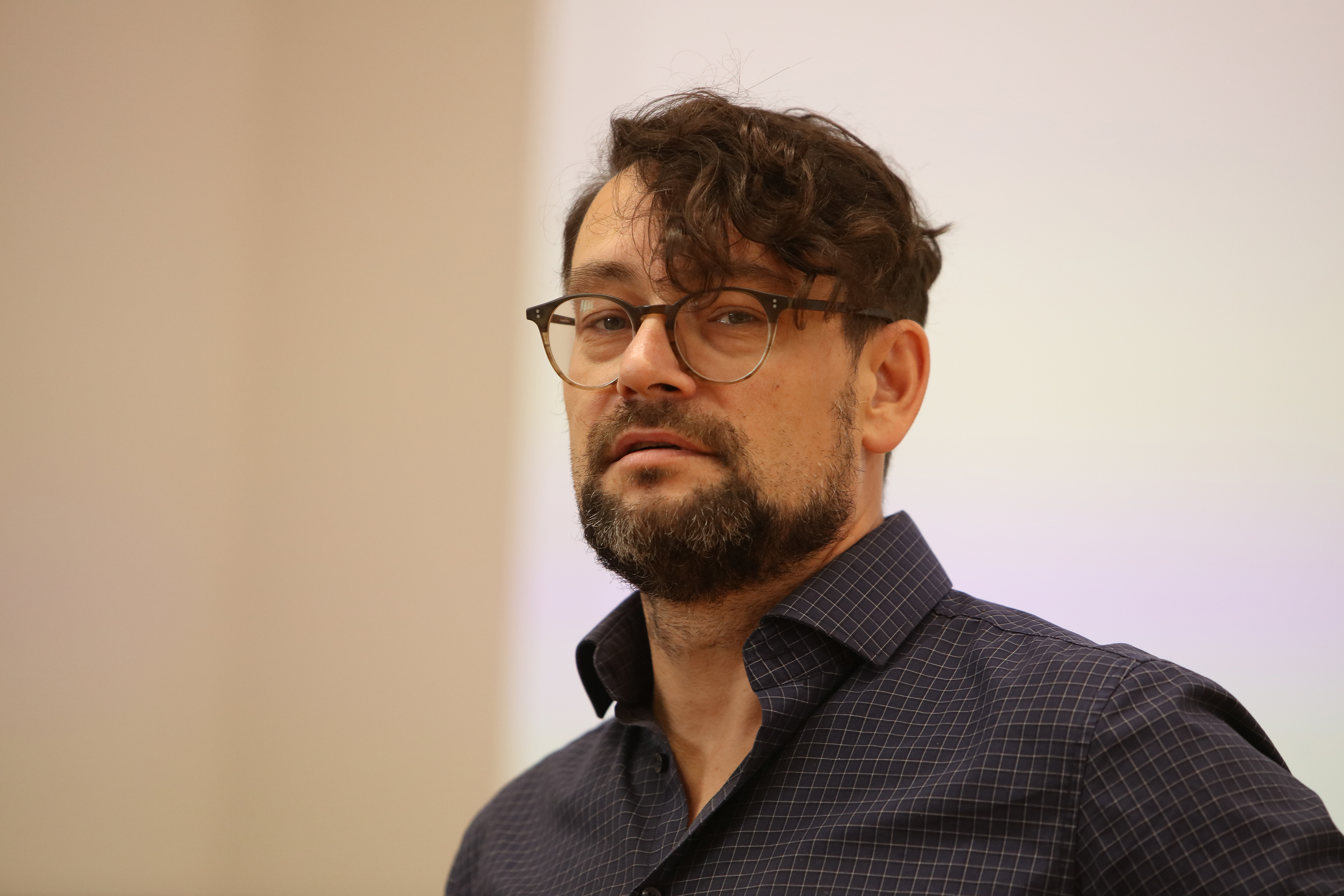
Michael Seemann (* 1977)

- Seemann, Otmar (* 1946), österreichischer Zahnarzt und Bibliograph
- Seemann, Reinhold (1888–1975), deutscher Geologe
- Seemann, Robert (1945–2010), österreichischer Mineraloge und Speläologe
- Seemann, Sebastian († 1551), Abt von St. Urban
- Seemann, Stefanie (* 1959), deutsche Politikerin (Bündnis 90/Die Grünen), MdL
- Seemann, Ulrich (1921–2009), deutscher Sozialwissenschaftler und Hochschullehrer
- Seemann, Uwe (1941–2021), deutscher Boxer
- Seemann, Wilhelm († 1868), deutscher Botaniker und Redakteur
- Seemann-Kahne, Christian (1872–1943), Fechtmeister an der Universität Jena
- Seemann-Wechler, Hildegard (1903–1940), deutsche Malerin und Euthanasie-Opfer
- Seemanová, Barbora (* 2000), tschechische Schwimmerin
- Seematter, Arnold (1890–1954), Schweizer Politiker
- Seemayer, Michael (* 1976), österreichischer Politiker (SPÖ), Abgeordneter zum Nationalrat
- Seemen, Hans von (1898–1972), deutscher Chirurg und Hochschullehrer
- Seemiller, Sebastian (1752–1798), deutscher katholischer Theologe
- Seemüller, Erich (1932–2024), deutscher Agrarwissenschaftler der Phytopathologie
- Seemüller, Johannes (* 1966), deutscher Sportreporter
- Seemüller, Joseph (1855–1920), österreichischer Sprachwissenschaftler, Germanist und Hochschullehrer
- Seemüller, Otto (1911–1987), deutscher Jurist und Rechtsanwalt

### Seen
- Seen (* 1961), US-amerikanischer Graffiti-KünstlerSeen (* 1961)

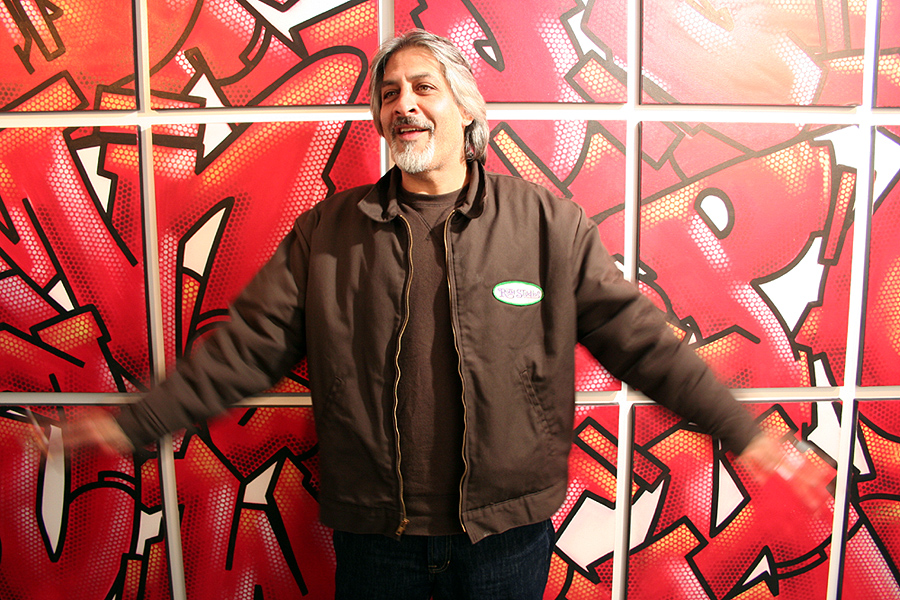
Seen (* 1961)

### Seep
- Seepaul, Anil (* 1975), Badmintonspieler aus Trinidad und Tobago
- Seepe, Nico (* 1992), deutscher Fußballkommentator und Sportjournalist
- Seepolt, Heinrich (1903–1989), deutscher Maler und Graphiker

### Seer
- Seer, Florian (* 1976), österreichischer Skirennläufer
- Seer, Jakob (1665–1737), salzburgisch-österreichischer Bildhauer
- Seer, Roman (* 1960), deutscher Steuerrechtler
- Seerig, Albert (1797–1862), deutscher Chirurg und Hochschullehrer; Rektor der Albertus-Universität
- Seerig, Thomas (* 1960), deutscher Politiker (FDP), MdA
- Seering, Jörg (* 1954), deutscher Fußballspieler
- Seeringer, Frank (* 1946), deutscher Politiker (CDU), MdL
- Seeringer, Regina (* 1949), deutsche Politikerin (CDU)
- Seerley, John Joseph (1852–1931), US-amerikanischer Politiker
- Seers, Graham (* 1958), australischer Radrennfahrer
- Seers, Peter von (1666–1731), preußischer Generalmajor, Chef des Garnisons-Regiments Nr. 2, Kommandant der Festung Pillau
- Seers, Philipp Loth von (1695–1767), preußischer Generalmajor, Chef des Ingenieurskorps und Kommandant der Festung Schweidnitz
- Seeruttun, Mahen Kumar, mauritischer Politiker

### Sees
- Seese, Paul-Oskar (1927–2013), deutscher Maler
- Seesemann, Heinrich (1898–1980), deutscher Jurist
- Seesemann, Otto (1866–1945), deutsch-baltischer evangelischer Theologe
- Seesemann, Wolf (* 1947), deutscher Regisseur und Dramaturg
- Seesequasis, Paul, kanadischer Schriftsteller, Journalist und Aktivist
- Seeser, Karl (1906–1981), deutscher Redakteur, Politiker (SPD) und Widerstandskämpfer
- Seesing, Aron (* 2003), deutscher HandballspielerAron Seesing (* 2003)

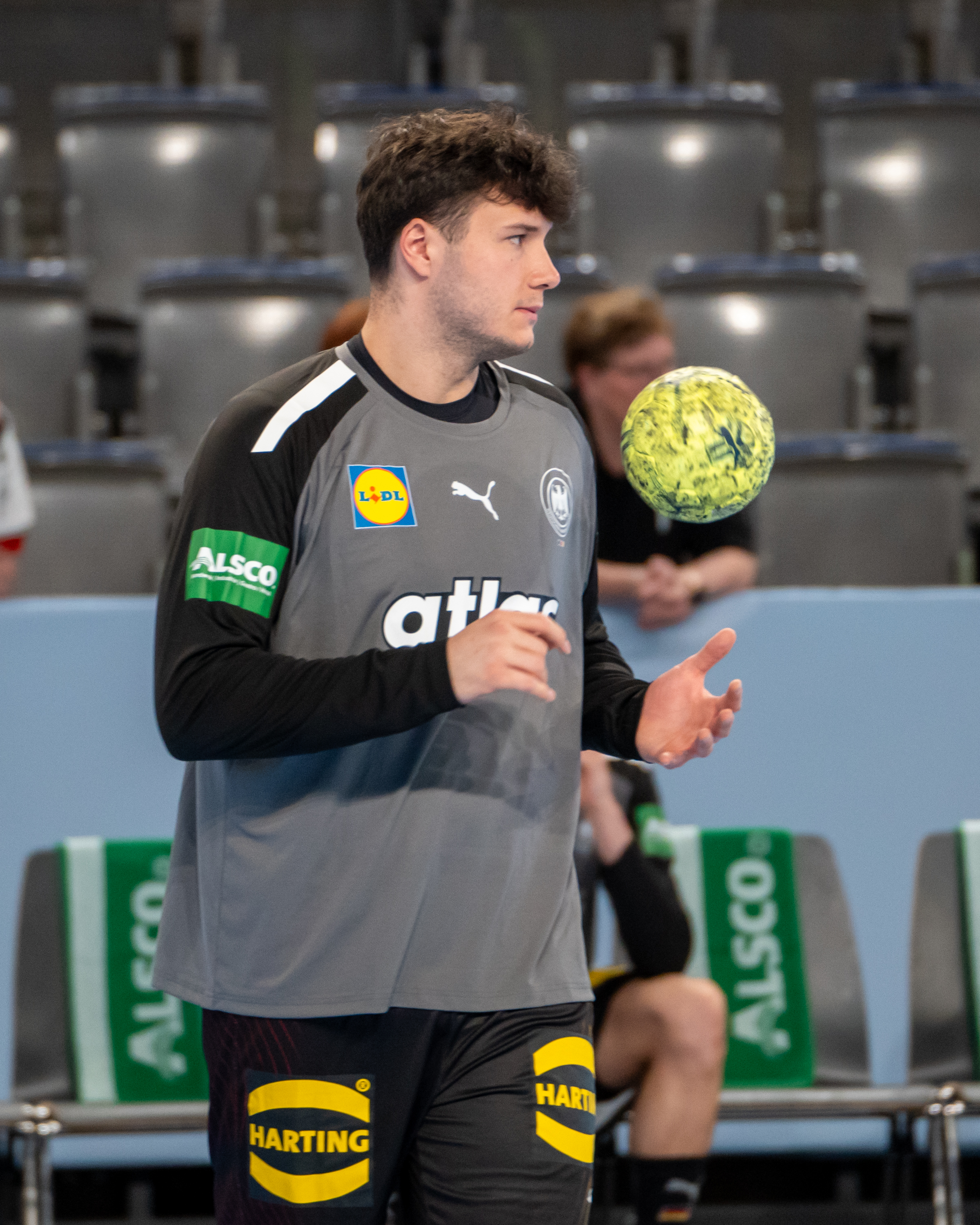
Aron Seesing (* 2003)

- Seesing, Heinrich (1932–2004), deutscher Politiker (CDU), MdB
- Seesing, Heinz (* 1937), deutscher Veranstalter
- Seesko, Wolfgang (* 1970), deutscher Hörspielregisseur
- Seesondee, Sudaporn (* 1991), thailändische Boxerin
- Seeßelberg, Christoph (* 1959), deutscher Ingenieur, Professor für Bauingenieurwesen und ehemaliger Präsident der Fachhochschule Köln/TH Köln
- Seeßelberg, Friedrich (1861–1956), deutscher Architekt, preußischer Baubeamter und Hochschullehrer
- Seesselberg, Wolf (* 1941), deutscher Filmarchitekt, Bühnen- und Szenenbildner sowie Hochschullehrer
- Seeßlen, Georg (* 1948), deutscher Autor, Feuilletonist und Filmkritiker
- Seestaller, Hansi (* 1982), deutscher Squashspieler
- Seestern-Pauly, Friedrich (1789–1866), deutscher Verwaltungsjurist und rechtsgeschichtlicher Autor
- Seestern-Pauly, Matthias (* 1984), deutscher Politiker (FDP), MdB
- Seestern-Pauly, Walter (1829–1888), deutscher Jurist
- Seesurun, Vandanah (* 1973), mauritische Badmintonspielerin

### Seet
- Seeth, Julius (1863–1939), deutscher Löwendompteur
- Seethaler, Friedrich (1901–1994), deutscher Verwaltungsbeamter und Kommunalpolitiker
- Seethaler, Helmut (* 1953), österreichischer SchriftstellerHelmut Seethaler (* 1953)

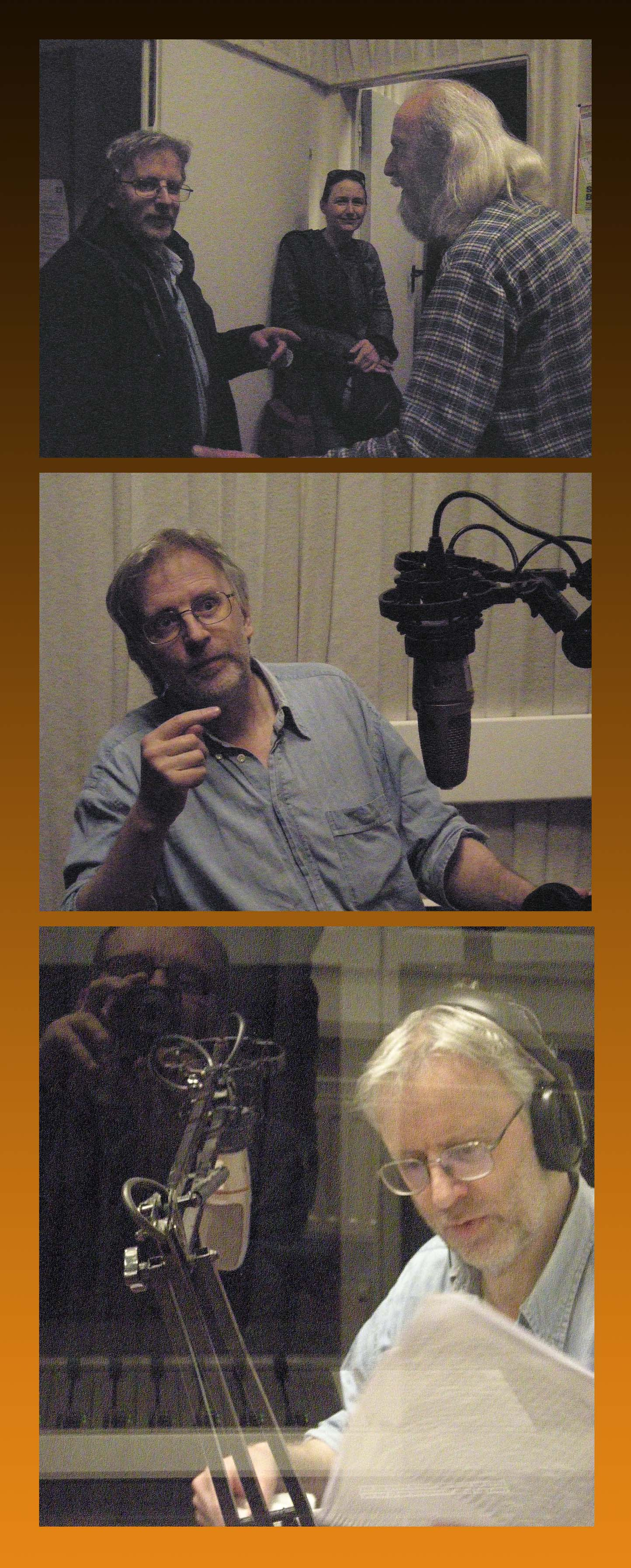
Helmut Seethaler (* 1953)

- Seethaler, Johann Alois (1775–1835), deutscher Goldschmied
- Seethaler, Johann Andreas (1762–1844), deutsch-österreichischer Jurist und Geschichtsschreiber
- Seethaler, Joseph Anton (1740–1811), deutscher Goldschmied und Silberhändler
- Seethaler, Joseph Anton II (1799–1868), deutscher Silberschmied und Edelmetallhändler
- Seethaler, Karl (1898–1963), österreichisch-US-amerikanischer Künstler und Kunstvermittler
- Seethaler, Nils (* 1981), deutscher Kulturanthropologe
- Seethaler, Robert (* 1966), österreichischer Schriftsteller, Drehbuchautor und SchauspielerRobert Seethaler (* 1966)

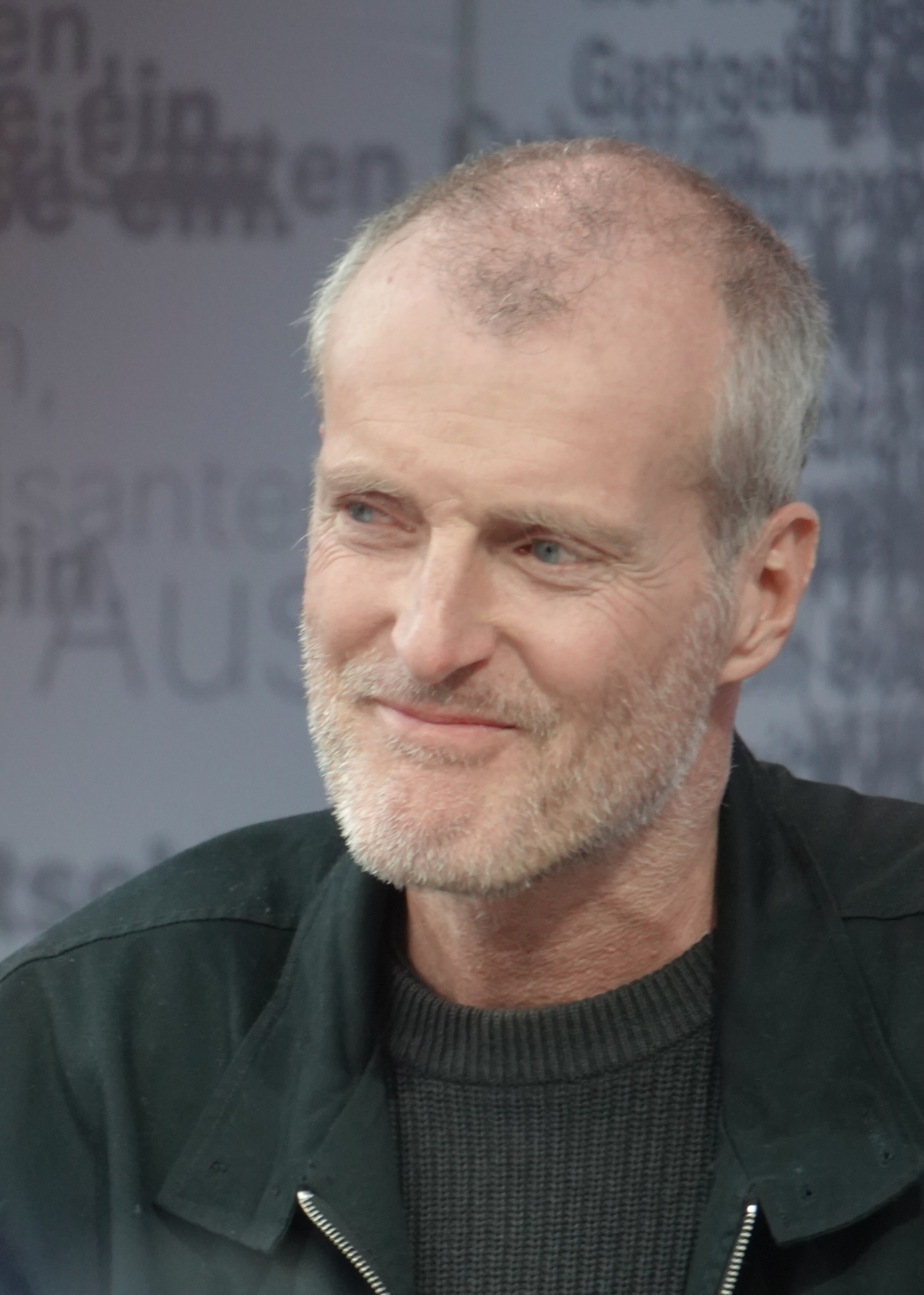
Robert Seethaler (* 1966)

- Seethaler, Susanne (* 1969), deutsche Schriftstellerin und Autorin
- Seetzen, Friedrich (1868–1943), deutscher Jurist und Politiker (DNVP)
- Seetzen, Heinrich (1906–1945), deutscher Verwaltungsjurist, Mitglied der NSDAP und der SS, Kommandeur der Einsatzgruppen der Sicherheitspolizei und des SD, Sonderkommando 10a und Einsatzgruppe B
- Seetzen, Ulrich Jasper (1767–1811), deutscher Arzt, Gelehrter, Naturforscher, Reisender und Orientalist

### Seeu
- Seeuws, Didier (* 1965), belgischer Diplomat
- Seeuws, Norbert (* 1943), belgischer Radrennfahrer

### Seev
- Seever, Werner (1899–1970), deutscher Verwaltungsjurist

### Seew
- Seewald, Andreas (* 1991), deutscher Mountainbiker
- Seewald, Frauke (* 1961), deutsche Juristin, Richterin, Präsidentin des LG Aurich
- Seewald, Hanna (1899–1992), deutsche Fotografin
- Seewald, Heinrich (1918–1999), deutscher Historiker und Verleger
- Seewald, Hermann (1901–1977), deutscher Architekt, Gebrauchsgrafiker und Ausstellungsgestalter
- Seewald, Justine (* 1972), deutsche Hörspielsprecherin
- Seewald, Michael (* 1987), deutsch-französischer römisch-katholischer Theologe
- Seewald, Oswald (1918–1984), österreichischer Techniker und Oberösterreichischer Landtagsabgeordneter
- Seewald, Otfried (* 1942), deutscher Jurist, Hochschullehrer
- Seewald, Otto (1898–1968), österreichischer Prähistoriker
- Seewald, Peter (* 1954), deutscher Journalist und AutorPeter Seewald (* 1954)

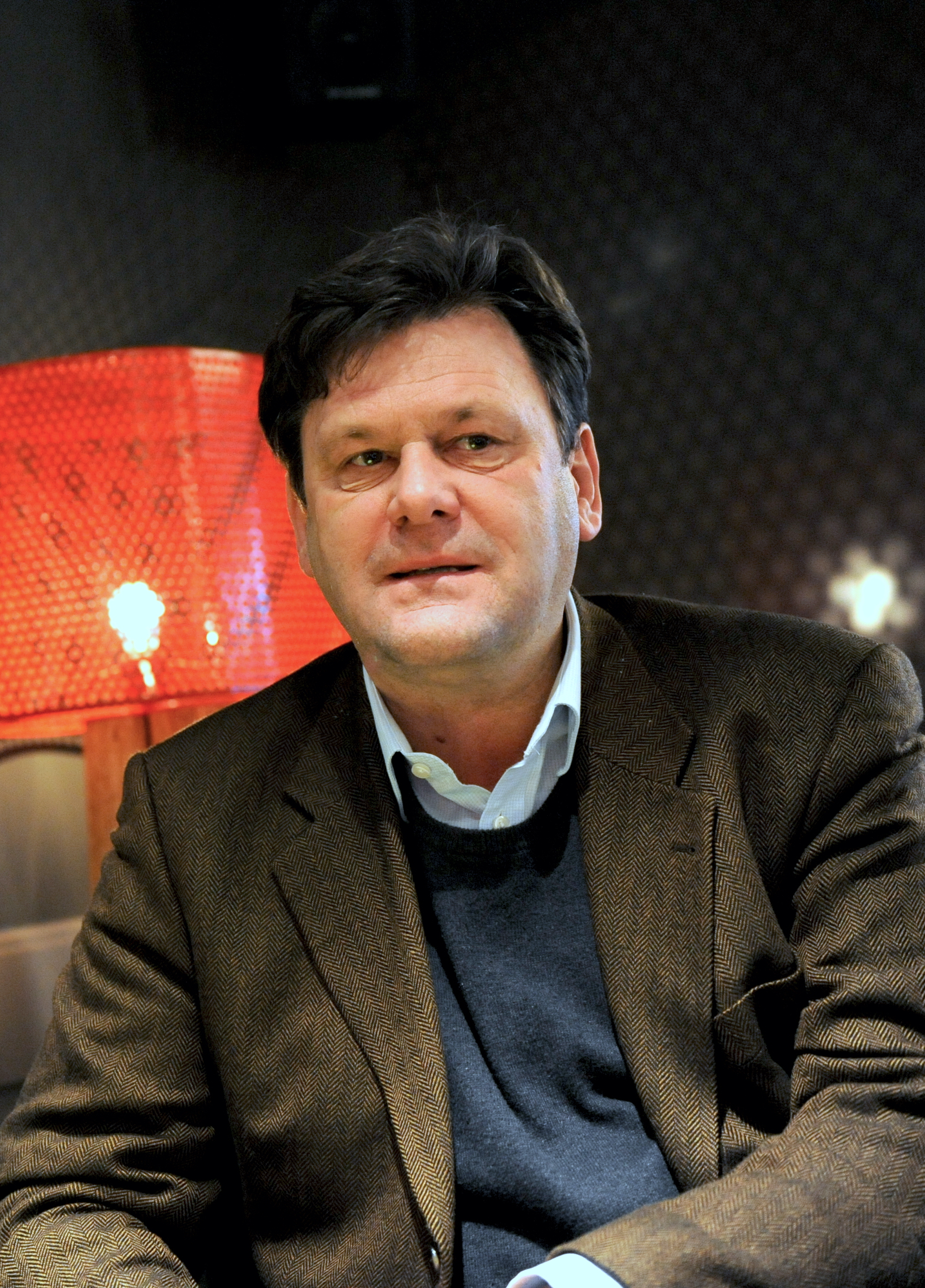
Peter Seewald (* 1954)

- Seewald, Richard (1889–1976), deutscher Maler und Schriftsteller
- Seewald, Wolfgang (1949–2021), deutscher Fußballtorwart
- Seewald-Heeg, Uta (* 1962), deutsche Computerlinguistin
- Seewann, Gerhard (* 1944), deutscher Historiker und Philosoph
- Seewann, Harald (1944–2023), österreichischer Studentenhistoriker
- Seewer, Germaine (* 1964), Schweizer Berufsoffizierin im Range eines Brigadier